# Història d'Àustria

Escut d'Àustria

La història d'Àustria designa la història de l'estat d'Europa central anomenat actualment Àustria. Però la seva definició geopolítica ha conegut profunds canvis en el transcurs dels períodes modern i contemporani. Així doncs, aquesta història pertoca també als estats veïns: Alemanya, Hongria, Suïssa, Itàlia, etc.
Ja poblada pels celtes (cultura de Hallstatt), pertanyent a l'Imperi Romà (províncies del Nòric així com una part de la Pannònia i de la Rècia) després en part inclosa en la Frància Oriental, Àustria és durant tota l'edat mitjana dels nombrosos principats germanòfons que componen el Sacre Imperi Romanogermànic. Gràcies al Privilegium Minus i a la casa de Babenberg, independent de Baviera des de 1156, l'Àustria és adoptada per la casa d'Habsburg el 1278 (Rodolf I) i fou molt de temps la força dominant de l'imperi; va col·locar al capdavant molts dels seus sobirans, fins a la seva dissolució el 1806 pel «doble emperador» austríac Francesc I d'Àustria.
Al final de l'edat mitjana, la casa d'Habsburg transforma les seves possessions en potència europea per la unió dels països germanòfons i no germanòfons; centralitza l'administració i el dret en l'Arxiducat d'Àustria -sobretot després de la Guerra de Successió austríaca per Maria Teresa I d'Àustria i el seu fill Josep II- i forma finalment el 1804 l'Imperi austríac. El 1815 -després del Congrés de Viena- Àustria i els altres països germanòfons intenten de nou formar una Confederació Germànica, però l'oposició austroprussiana domina i la Guerra austroprussiana acaba amb aquesta confederació el 1866 i resol definitivament la qüestió alemanya per part d'Àustria. El 1867, Àustria, sota el regnat de Francesc Josep I d'Àustria, es gira cap al sud-est d'Europa, de manera que l'imperi d'Àustria es transforma i creix per formar la monarquia danubiana (en alemany: Donaumonarchie), l'Imperi Austrohongarès.
La derrota de les potències centrals al final de la Primera Guerra Mundial contempla el trossejament de la Monarquia danubiana, dividida en diversos nous estats independents. Àustria és llavors reduïda al seu territori actual: es deixa temptar llavors per l'austrofeixisme, després pel nazisme. El 1938, Àustria és annexada al Tercer Reich (Anschluss). La derrota hitleriana al final de la Segona Guerra Mundial deixa el país exsangüe. Viena, la capital històrica, coneix llavors durant deu anys una sort similar al de Berlín: una divisió quadripartida. El 1955, recobra la seva sobirania i duu a terme una política d'estricta neutralitat.
Avui, malgrat una relació de vegades difícil amb el seu passat, Àustria és un estat de la Unió Europea.

## Etimologia
El nom Ostarrîchi (nom popular, del llatí Marcha orientalis, 'la Marca de l'est') és documentat en un acte imperial d'Otó III per primera vegada el novembre de 996 i és a l'origen del nom Österreich (Àustria en alemany). La forma llatinitzada d'Austria dona la paraula catalana Àustria.

## Antiguitat i alta edat mitjana

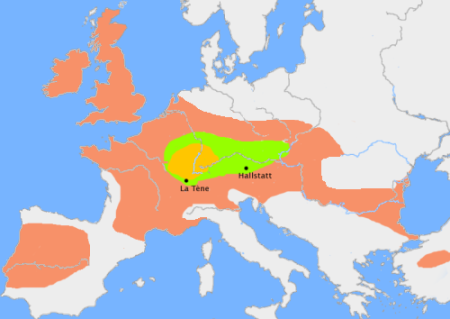
Els celtes i la cultura de Hallstatt

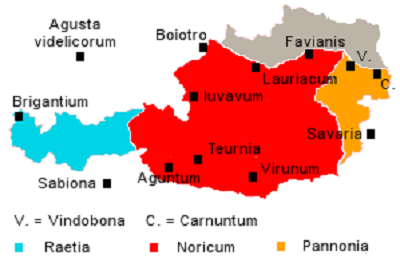
Províncies romanes al territori actual d'Àustria

Poblada des de temps prehistòrics (celtes de la cultura de Hallstatt), Àustria formava part en els seus orígens de les províncies romanes anomenades Nòric, Pannònia Superior i Rècia.
Va ser reunida en l'Imperi Romà sota Tiberi cap a l'any 33.
En l'any 69, «l'any dels quatre emperadors», les tropes de Vitel·li (exèrcit del Rin) i de Vespasià (exèrcit del Danubi) s'enfronten sobre l'Inn.
El 70, l'emperador Vespasià funda la ciutat de Flavia Solva (actualment Leibnitz). La ciutat obté l'estatut de municipi. Un regiment de cavallers és estacionat a Vindobona (Viena). L'imperi reforça així l'edificació militar del limites romani.
Vers el 106, l'emperador romà Marc Ulpi Trajà divideix la província de Pannònia en Pannònia Superior a l'oest, la capital de la qual és Carnunt, i Pannònia Inferior a l'est, amb capital a Aquíncum (Budapest).

### Naixement d'Àustria
Al començament de l'edat mitjana, el territori d'Àustria és partit en dues zones: l'oest de l'Steyr pertany a Baviera, sota la influència dels francs, dirigida pels agilòlfides. Straubing és el nucli del seu territori que van ampliar amb l'Alta Àustria actual i fins al Tirol del Sud. Aquests territoris estaven poc poblats. L'est es trobava sota influència eslava. Els longobards instal·lats sobre les vores del Danubi migren a partir del 568 cap a Itàlia. Els àvars prenen el seu lloc.
Tassiló III (741-794), cap dels agilòlfides, s'alia amb els longobards que es mantenen al sud, així com amb el papa. Aquesta distància amb els carolingis no és del gust de Carlemany, que aniquila els longobards en el 774. El 787, el papa no sosté més tampoc Tassiló III, que es troba aïllat. Carlemany el venç militarment i integra el seu territori al Regne dels francs en l'any 800.
Carlemany no desitja que existeixi un ducat de Baviera. Després d'haver derrotat els àvars en el 791, col·loca el territori «austríac» directament sota la seva tutela.
El segle ix veu l'assentament durador del cristianisme en l'Àustria actual.
El 841, el nom de Viena apareix per primera vegada. Salzburg, fundada el 791, és la ciutat més gran.
A la fi del segle ix, un nou poble entra en joc: els magiars. Conquereixen una gran part de la plana de Pannònia. El 881 prop de Viena i el 907 prop de Bratislava, vencen als bavaresos, que han de cedir els territoris situats a l'est de l'Enns. Tanmateix, el 945, Otó I del Sacre Imperi romanogermànic atura els magiars a Lerchenfeld, prop d'Augsburg.
En el 976, Leopold de Babenberg és nomenat comte de la marca sobre el Danubi. El 1056, Ottokar I s'instal·lat amb el mateix títol al capdavant del ducat d'Estíria.
En el 996, el territori danubià apareix per primera vegada sota el nom d'Ostarrichi.

### Els Babenberg (976-1246)

Expansió d'Àustria sota els Babenberg

La dinastia dels Babenberg té un paper decisiu en el desenvolupament d'Àustria.
Leopold III, marcgravi d'Àustria (1095-1136), funda nombrosos claustres, entre els quals el de Klosterneuburg el 1114, que havia de contenir les sepultures familiars. Al costat d'aquest claustre fou construït un castell, residència dels Babenberg, la qual cosa feu de Klosterneuburg la primera capital d'Àustria.
Leopold es casa amb Agnès, de la dinastia franconiana. És la filla de l'emperador Enric IV del Sacre Imperi romanogermànic, la germana d'Enric V del Sacre Imperi romanogermànic i la mare de Conrad III d'Alemanya. El 1105 hi ha un conflicte entre Enric IV i Enric V. Enric V promet la seva germana en matrimoni a Leopold a canvi del seu suport. Aquest matrimoni farà de Leopold un candidat possible al tron del Sacre Imperi Romanogermànic el 1125.
A la mort de Leopold, el seu fill Enric V decideix instal·lar-se a Viena i desenvolupa la ciutat.
Als anys 1140 un conflicte oposa els Babenberg a la casa de Welf que regna sobre Baviera i Saxònia. Konrad III, emperador i cunyat d'Enric V, retira Baviera de les possessions dels Welf per oferir-lo als Babenberg. Els Babenberg deceben les expectatives de l'emperador. A la coronació del nou emperador, Frederic I del Sacre Imperi romanogermànic, aquest vol reconciliar-se amb els Welf, i els torna Baviera. Per vèncer les reticències dels Babenberg, eleva Àustria al rang de ducat en el Privilegium Minus (1156). És la fi de la influència dels Babenberg sobre Baviera, que es concentren ara en Àustria.
El 1186, els Babenberg signen un tractat d'heretatge amb els Ottokar que regnaven sobre l'Estíria veïna. Aquest tractat ofereix l'Estíria a Àustria si un Ottokar arribés a morir sense hereu, però amb la condició que els drets particulars d'Estíria siguin preservats.
El 1192, Ottokar mor sense descendència, i els Babenberg hereten l'Estíria.
El 1236 esclata un conflicte entre els Babenberg i l'emperador Frederic II del Sacre Imperi romanogermànic. Aquest retreu al duc els seus nombrosos conflictes amb els seus veïns des de la mort de Leopold VI d'Àustria el 1230. L'emperador vol dominar els Babenberg i prendre Àustria sota la seva tutela. Des de 1236 comença a treure als Babenberg els seus drets ducals. Va a Viena, on la població li dona suport. El duc es retira a Wiener Neustadt i deixa el seu territori a l'emperador. Viena esdevé ciutat d'imperi. El duc intenta reconquerir el seu territori. El 1239, tota Àustria és de nou sota la seva autoritat, excepte Viena, que assetja. El 1240, la ciutat cau i és de nou duc d'Àustria i d'Estíria. Es reconcilia amb l'emperador, que li torna els seus drets.
El 1246, el duc mor en una batalla contra els hongaresos. Solament dues dones poden accedir al tron, la seva germana i la seva neboda. Ara bé, sent la noblesa poderosa, es considera l'única que pot decidir sobre el futur duc. Els estirians es giren cap al rei d'Hongria, mentre que els austríacs desitgen el rei de Bohèmia. El 1251, és finalment l'Ottokar II de Bohèmia qui esdevé duc d'Àustria. L'emperador havia intentat abans recuperar el poder sobre Àustria, però sense èxit.

### Ottokar II de Bohèmia (1251-1278)

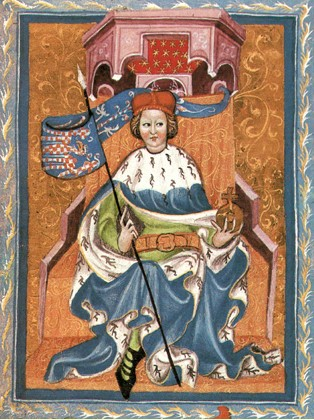
Ottokar II de Bohèmia

Ottokar II de Bohèmia estén ràpidament el seu poder sobre el ducat d'Estíria, la noblesa del qual es mostrà insatisfeta amb el rei d'Hongria, que intentava limitar els seus drets. Així, el seu regne abasta des de Bohèmia fins a la mar Adriàtica.
El 1269, rep la Caríntia en heretatge a la mort de l'últim Spanheimer sense hereu. El regne d'Ottokar no és més que un conjunt bastant fràgil de territoris que no se sostindrà gaire temps.
Ottokar instal·la la seva cort a Praga. Però Viena continua ampliant-se i esdevé la segona ciutat del Sacre Imperi Romanogermànic després de Colònia.
El 1273, Rodolf I d'Alemanya esdevé emperador. Des de 1276, l'emperador intenta una acció en justícia per fer fora Ottokar del poder. Rep el suport de nombrosos descontents a Àustria i a Estíria. El 18 d'octubre de 1276 després d'una curta batalla prop de Viena, Ottokar abandona l'Estíria. Sobre les vores del Danubi, l'emperador no troba més que poca resistència. Aliat d'Hongria, encercla Ottokar, que hi negocia. Accepta tornar els territoris adquirits des de 1252 si es veu confirmada la seva autoritat sobre els seus territoris originaris.
Ottokar conserva, tanmateix, partidaris a Viena. Per engalipar-los, l'emperador concedeix privilegis a la ciutat. El 1278, Ottokar es recolza en els seus partidaris per provar un últim combat. Mor a la batalla de Marchegg. Àustria és definitivament a les mans dels Habsburg.

## Els Habsburg a l'edat mitjana (1276-1526)

### Començaments difícils (1276-1330)
L'arribada al tron de Rodolf I d'Alemanya constitueix una cesura en la història d'Àustria. És la fi del gran imperi fundat per Ottokar, i això ofereix a Rodolf la possibilitat de reorganitzar el territori. Com que vol respectar els drets de successions d'Ottokar, cedeix Bohèmia. És autoritzat pels prínceps electors a conservar les altres províncies (Àustria, Estíria, Caríntia, Carniola). El 1282, cedeix Àustria i Estíria als seus dos fills, i ofereix la Caríntia al comte del Tirol Meinhard von Görz-Tirol, en agraïment per a la seva ajuda de cara a Ottokar.
Albert I d'Alemanya i Rodolf II d'Àustria han de regnar, doncs, junts sobre Àustria i Estíria. Per temor d'una rivalitat, signen un acord que dona la direcció dels territoris a Albert en exclusiva, tot assegurant a Rodolf el tron del pròxim territori sense monarca. Albert regna sol a partir de 1283 i consolida el poder dels Habsburg, malgrat les dificultats, atorgant privilegis, sobretot a la ciutat de Viena. Tanmateix, els vienesos es rebel·len contra Albert el 1287-1288, sense gaudir de suport exterior. Albert se'n va de la ciutat i bloqueja el seu proveïment en aliments. Els preus augmenten i els pobres són els primers castigats. Els artesans es dessolidaritzen amb la noblesa, i l'obliguen a capitular. Albert anul·la els privilegis de la ciutat, que deixa definitivament de ser una ciutat imperial.
El 1291, Rodolf I d'Alemanya mor. Els prínceps electors escullen deliberadament un emperador feble, Adolf de Nassau, per assegurar-se el seu poder. El 1298, Albert I, esdevingut poderós a Àustria, decideix lluitar contra Adolf de Nassau per obtenir el tron. No té, però, el suport dels prínceps electors. Guanya la batalla de Göllheim aquell any i converteix així en rei del Sacre Imperi romanogermànic. El seu regnat continua estant marcat per tensions freqüents amb els prínceps electors.

### Consolidació del poder (1330-1365)
Albert I és assassinat el 1308 per Joan de Suàbia, anomenat el Parricida, fill de Rodolf II, per venjança, ja que el seu pare mai no havia rebut el tron promès.
El fill d'Albert, Frederic el Bell, intentarà per dues vegades pujar al tron del Sacre Imperi, sense èxit. Enric VII del Sacre Imperi romanogermànic li és preferit el 1308, i el 1314, és escollit conjuntament amb Lluís IV del Sacre Imperi romanogermànic, però ha de renunciar a la corona el 1322 després d'haver perdut la batalla de Mühldort am Inn.
A partir de 1330, Albert II d'Àustria regna sobre totes les províncies d'Àustria. Amplia el territori dels Habsbourg i obté Caríntia. En efecte, la dinastia tirolesa es troba sense hereu. Els Wittelsbach de Baviera i els Habsburg signen un acord: els Wittelsbach obtenen el Tirol, i els Habsbourg la Caríntia. Tanmateix, l'hereva Margarida Maultasch es casa amb un membre de la família Luxemburg, amb la qual cosa impedeix als Wittelsbach d'imposar-se al Tirol.
El 1345, Rodolf IV d'Àustria, fill d'Albert II, es casa amb la filla de l'emperador Carles IV del Sacre Imperi romanogermànic, amb la qual cosa normalitza les relacions entre les dues famílies (Habsburg i Luxemburg). A la mort de Carles IV el 1378, el seu fill li succeeix al tron i dona suport als Habsbourg.
El regnat d'Albert II també és marcat per una situació econòmica difícil, agreujada per la gran pesta que arriba a Viena a la primavera 1349. Les conseqüències són més dramàtiques a les ciutats que al camp.
A la mort d'Albert II el 1358, Rodolf IV li succeeix. Des de 1365, obté el Tirol, i crea així un vincle entre les possessions habsburgueses a l'est i les de l'oest. La noblesa tirolesa s'havia rebel·lat contra el primer marit de Margarida Maultasch, un luxemburguès. Aquesta el repudia i es casa amb un Wittelsbacher, sense l'acord del papa. Albert II hi intervé i obté l'anul·lació del primer matrimoni. El 1362, el segon marit mor, sense descendència. Rodolf IV signa un acord amb Margarida, que regna oficialment sobre el Tirol. És, tanmateix, portada a Viena, i deixa la província de facto a les mans dels Habsburg.
Un conflicte oposa Rodolf IV i l'emperador Carles IV del Sacre Imperi romanogermànic sobre el Privilegius Maius, un document falsificat per Rodolf IV que dona als Habsburg el títol de prínceps electors, encara que no hagin estat mencionats a la butlla d'or que regula la qüestió. La falsificació és descoberta, però el document serà oficialitzat un segle més tard per Frederic III del Sacre Imperi romanogermànic.
La competència entre Rodolf i Carles s'expressa també en l'aspecte religiós. Carles fa construir la catedral de Sant Vit, que esdevé una diòcesi. Rodolf decideix llavors ampliar la catedral de Sant Esteve de Viena, que esdevé seu. Demana també al papa la creació d'una diòcesi per a Viena, dependent de Passau, demanda refusada a causa de la resistència de Passau, per bé que Rodolf havia fet transferir nombroses relíquies a Viena, i transformà la ciutat en un gran centre religiós d'Europa central.
Igual com Carles IV contribueix al desenvolupament de Praga, Rodolf IV fa desenvolupar Viena. Els dos inauguren una universitat a la seva ciutat respectiva (1348 a Praga, 1365 a Viena). La Universitat de Viena coneix, però, començaments financerament difícils, ja que Rodolf mor alguns mesos després d'inaugurar-la. Els seus successors no li mostren gaire interès.

### Les divisions (1365-1453)
A la seva mort als 27 anys, el 1365, Rodolf no havia tingut temps d'arranjar la qüestió de la seva successió. Els seus dos germans de 14 i 16 anys són designats com a hereus seus i regnen junts. Ara bé, des dels anys 1370, apareixen tensions, si bé encara es pensa a dividir el territori. El 1379, el tractat de Neuberg concreta aquesta divisió: Albert regna sobre Àustria, i Leopold sobre la resta (Estíria, Carniola, Caríntia, Tirol i Àustria interior). Aquesta divisió assegura als dos germans ingressos equivalents, però priva Leopold d'una ciutat, i l'obliga a mantenir una cort ambulant.
Leopold mor en 1386 i Guillem, el seu fill, li succeeix. Albert mor el 1395. El seu fill Albert i el seu nebot Guillem se'n disputen la successió. Guillem rep el suport de les corporacions d'artesans vieneses, majoritàries a la ciutat. S'hi imposa i atorga privilegis a la ciutat (un consell municipal amb un alcalde escollit).
Àustria, llavors unida, esdevé el segon major principat de l'imperi. Ara bé, les lluites familiars provocaran una nova divisió del territori el 1411. Es marquen tres parts, que donen naixement a tres línies dels Habsburg:
- l'Alta Àustria, formada pel Tirol i les possessions més a l'oest;
- l'Àustria Interior, formada per Estíria, Cartíntia i Carniola;
- la Baixa Àustria formada per les províncies danubianes.

Les temptatives de govern comú s'encallen. La regulació que fa de cadascun dels monarques el regent d'un territori, si l'hereu és massa jove, provoca nombroses friccions. La unitat no pot ser preservada. De més, la geopolítica influencia les accions de cada línia. L'Alta Àustria mira cap a l'oest i el sud, i dona suport al papat d'Avinyó, al contrari de les altres línies, que donen suport al papa de Roma i estan interessades per les polítiques bohèmia i hongaresa.
A Viena i a la Baixa Àustria regna Albert V a partir de 1411. El 1422, es casa amb Elisabeth, la filla de l'últim representant baró dels Luxemburg, Segimon, emperador del Sacre Imperi, rei de Bohèmia i d'Hongria. A la mort d'aquest el 1437, Albert hereta Bohèmia i Hongria. Es fa també escollir rei del Sacre Imperi. Mor el 1439. El seu regnat també és marcat per la Gesera el 1421, expulsió fins i tot execució de tots els jueus del territori, en la qual participa activament.
Les altres branques es queden en l'ombra d'Albert V fins a la seva mort. En aquest moment, el seu hereu és massa jove, igual com el de l'Alta Àustria; Frederic III d'Àustria Interior pren el poder i reuneix tota Àustria. La noblesa de Viena li oposa, tanmateix, una resistència massiva. És escollit rei del Sacre Imperi el 1440, però no pot marxar a Roma fins al 1452 per fer-se coronar emperador.

### Reconquesta i ampliació d'Àustria
Elisabet de Luxemburg, vídua d'Albert II d'Alemanya, havia intentat preservar al seu fill Ladislau el Pòstum el tron d'Hongria. El seu fill no va ser, tanmateix, reconegut, i és un noble hongarès, János Hunyadi, qui es va imposar al capdavant d'Hongria. A Bohèmia, el moviment hussita va prendre amplitud. Jordi de Podebrady va acceptar el regnat de Ladislau, però tan sols de manera formal. Així, l'emperador Frederic III del Sacre Imperi romanogermànic no exercia més que la regència de Ladislau a Àustria, mentre que, a Hongria i a Bohèmia, els nobles s'havien apoderat del poder. El 1452, Frederic III porta Ladislau amb ell a Roma per a la seva coronació. Un noble austríac, Eytzing, aprofita aquesta absència per fomentar un complot i prendre a Frederic el paper de regent. En el moment de la seva tornada, Frederic continua estant bloquejat a Wiener Neustadt i ha de cedir Ladislau, que és portat a Viena per Eytzing. Frederic III es troba sense poder.
Ara bé, el 1457, Ladislau mor a l'edat de 16 anys. Frederic intenta recuperar tots els trons.
- A Hongria, els Hunyadi volen conservar el tron i el fill de Joan (mort el 1456), Maties Corví, es fa escollir. Frederic aconsegueix, però, obtenir els sufragis dels nobles de l'oest d'Hongria, i es fa coronar a Güssing, ja que són els Habsburg els que es trobaven en possessió de la corona.
- A Bohèmia, Jordi no té competència i esdevé, doncs, rei.
- A Àustria, els pretendents al tron són Frederic, el seu germà Albert III i Segimon de la branca tirolesa. La lluita es desenvolupa essencialment a Viena. El 1460-1461, la situació és favorable a Frederic, que concedeix privilegis a la ciutat en agraïment, així com el dret de posar l'àguila de dos caps i la corona imperial sobre l'escut d'armes de la ciutat. Tanmateix, des de 1462, els vienesos es giren contra Frederic i munten un setge de sis setmanes davant el palau imperial. Frederic se'n va llavors de la ciutat i la deixa al seu germà. Aquest mor el 1463; Frederic hereta finalment tota Àustria.

Frederic signa un tractat de pau amb Maties d'Hongria: Frederic conserva el títol de rei d'Hongria, però signa un tractat d'heretatge: si una de les famílies disminueix sense hereu, és l'altra qui hereta tots els territoris.
El 1471, Jordi de Bohèmia mor sense hereu. Frederic, Maties i el rei de Polònia es mostren interessats per l'heretatge. Maties obté Moràvia i el rei de Polònia Bohèmia. El poder de Maties creix, i intenta llavors anul·lar el tractat signat amb Frederic. Nombrosos incidents els oposen, però cap conflicte militar no té lloc fins als anys 1480. Maties pren mesures per conquerir Àustria militarment. El 1485, assetja Viena i la conquereix. Frederic s'escapa i s'estableix a Viena. Dos anys més tard, és Wiener Neustadt la que és conquerida. Maties es troba en possessió de tota la Baixa Àustria. Viena es converteix en la capital d'Hongria. La cort és fastuosa, però costa molt a la ciutat de Viena, ja que molts nobles i comerciants austríacs deixen la ciutat. La mort de Maties el 1490 va permetre a Frederic de recuperar Viena i la Baixa Àustria.

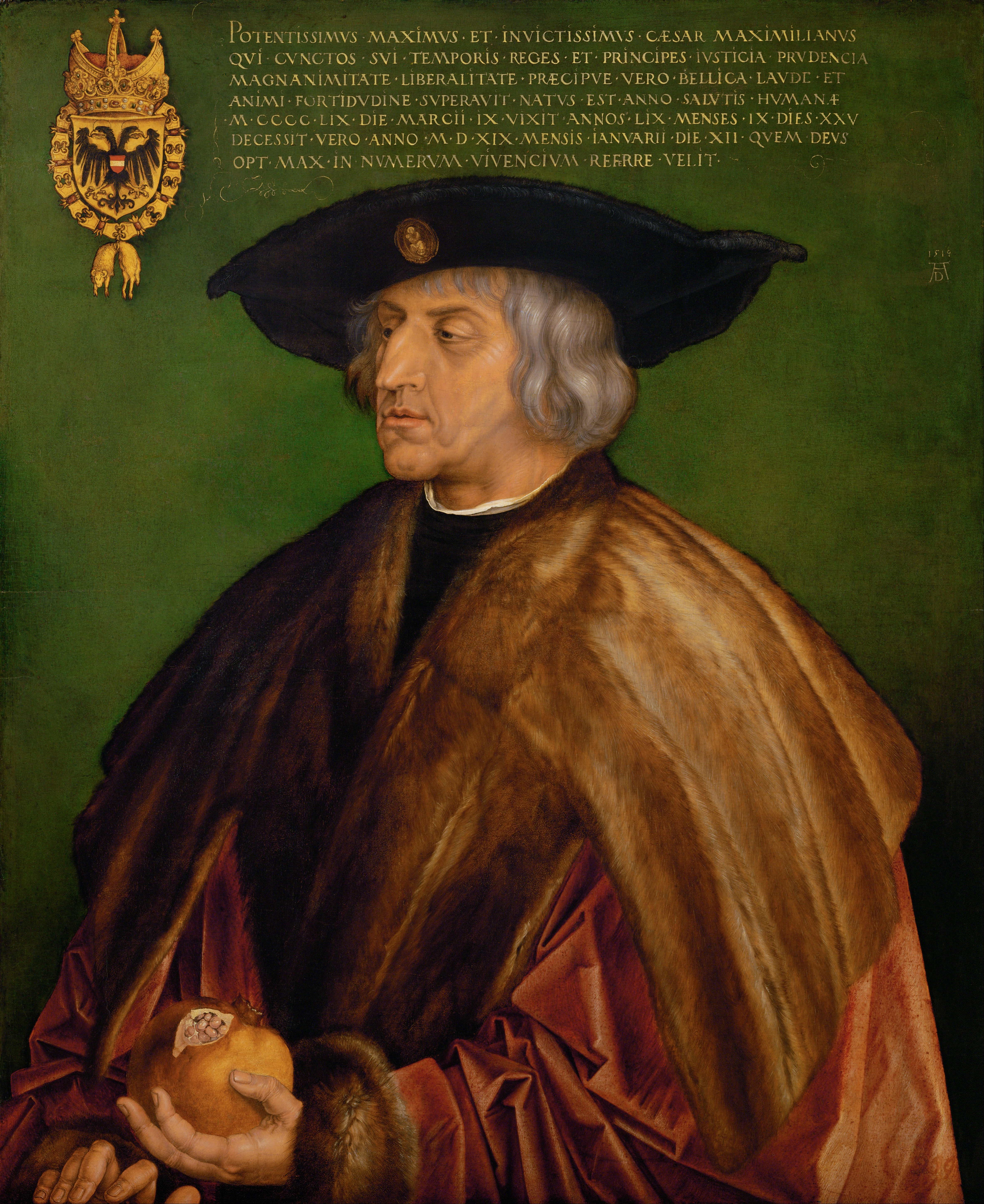
Maximilià I del Sacre Imperi romanogermànic

Frederic III mor el 1493 després d'haver reunificat tota Àustria. El seu fill Maximilià I del Sacre Imperi romanogermànic contribueix a ampliar Àustria i a fer-ne una de les majors potències mundials. Actua, tanmateix, més per matrimonis que per guerres. En efecte, es casa el 1477 amb Maria de Borgonya, hereva dels ducs de Borgonya. A la seva mort accidental el 1482, Maximilià (de fet el seu fill) hereta els Països Baixos, el Franc Comtat i la Borgonya. Borgonya, ducat vassall de França, va ser, tanmateix, immediatament ocupada per França.
El 1486, estant viu el seu pare, és escollit emperador del Sacre Imperi. El mateix any, en el moment del conflicte que l'oposava a França sobre l'heretatge borgonyó, va ser fet pres a Gand. Però el seu pare va aplegar un exèrcit per alliberar-lo, i va estabilitzar alhora la situació en aquesta regió.
El 1495, de cara a les temptatives franceses d'entrar a Milà, Maximilià I del Sacre Imperi romanogermànic s'alià amb el papa, el duc de Milà, la República de Venècia i Ferran el Catòlic. Va prometre la seva filla a l'Infant Joan d'Aragó, fill de Ferran el Catòlic i hereu d'Aragó i de Castella. L'any següent, Felip el Bell, fill de Maximilià, es casa amb Joana I de Castella, filla de Ferran II. Com que l'hereu espanyol mor, és Joana qui se'n convertí en hereva.
El poder dels Habsburg no era del gust de tothom, i diversos estats europeus es van sentir amenaçats. Per pacificar l'atmosfera, Maximilià es va trobar amb el rei Vladislau II de Bohèmia i Hongria així com amb el rei de Polònia Segimon I el Vell a Viena. Hi va arreglar el matrimoni del seu net Ferran I del Sacre Imperi romanogermànic amb Anna d'Hongria, la filla del rei d'Hongria i Bohèmia, així com el de Maria amb Lluís II d'Hongria, el fill del rei d'Hongria i de Bohèmia.

La divisa d'Àustria sota Maximilià I del Sacre Imperi romanogermànic és: 
| « | Bella gerant allii, tu felix Austria nube! | » |

 : 
| « | Que les guerres siguin dutes a terme pels altres, tu, feliç Àustria, casa't! | » |

L'emperador Maximilià I duu a terme una política d'aliances sistemàtiques. És així com Àustria s'estén de manera important al segle xvi.
Així, a la mort de Ferran el Catòlic el 1516, els Habsburg hereten Espanya i les seves colònies. El 1526, quan Lluís, rei d'Hongria i de Bohèmia mor, aquestes dues províncies tornen als Habsburg.

## Els Habsburg dels temps moderns (1526-1740)

L'arxiducat d'Àustria en el Sacre Imperi Romanogermànic el 1512

El matrimoni de Maximilià amb Maria de Borgonya (1477) va donar a la casa d'Àustria els Països Baixos i una gran part de Borgonya; l'adveniment de Carles V del Sacre Imperi romanogermànic hi va ajuntar Espanya amb les seves immenses possessions als dos mons. La Reforma luterana afecta els estats austríacs. Les persecucions que van patir els protestants comporten diversos moviments de població. Els anabaptistes del Tirol troben refugi a Moràvia, abans de marxar a Amèrica del Nord. Prop de 100.000 luterans fugen cap a les ciutats d'Alemanya, Suïssa, Suècia i a les províncies bàltiques sueques.
Pel repartiment de 1521 entre Carles V del Sacre Imperi romanogermànic i l'arxiduc Ferran, el seu germà, els Països Baixos i el cercle de Borgonya recauen en la branca espanyola d'Àustria; Ferran va conservar l'arxiducat d'Àustria i totes les seves dependències, a les quals va ajuntar Bohèmia i Hongria, després Moràvia, Silèsia i la Lusàcia. El tractat de Westfàlia (1648) va prendre aquesta última província, així com Alsàcia, a Àustria, que va reparar aquesta pèrdua per l'adquisició del Principat de Transsilvània i de Croàcia.
Pels tractats d'Utrecht (1713) i de Rastadt (1714), Àustria va rebre com a heretatge de Carles II de Castella, rei d'Espanya, el cercle de Borgonya, el ducat de Màntua, el Regne de Nàpols i de Sardenya; el 1714, va intercanviar amb els estats de Savoia el Regne de Sardenya contra Sicília. Després de 1735, va tornar el Regne de les Dues Sicílies a l'infant Carles i va rebre a canvi Parma, Piacenza i Guastalla.
Al segle xviii, l'emperador Carles VI del Sacre Imperi romanogermànic intenta augmentar la població d'Hongria establint-hi alemanys. Després de l'ocupació del Banat el 1718, els comerciants i artesans alemanys i aproximadament quinze mil pagesos de Renània, de Suàbia i de Francònia hi formen un nou nucli germànic.

## Els Habsburg-Lorena
El 1740, havent-se extingit la branca masculina de la casa d'Àustria, els seus estats hereditaris escolliren Maria Teresa I d'Àustria, filla de l'emperador Carles VI del Sacre Imperi romanogermànic, el marit de la qual, Francesc de Lorena, va ser, després de llargues discussions, reconegut emperador el 1745, sota el nom de Francesc I, i va esdevenir cap de la nova casa d'Àustria-Lorena. L'emperadriu Maria Teresa I d'Àustria, preocupada per progressos agrícoles, instal·la sobre els dominis reials quaranta-cinc mil colons, entre altres bavaresos. El Banat i la regió veïna de la Bačka són totalment de cultura alemanya. S'estableixen de cent a dos-cents mil colons alemanys a Àustria entre 1740 i 1780, a la recerca de terres més productives. Josep II del Sacre Imperi romanogermànic confirma els privilegis dels tretze mil colons alemanys establerts a Galítsia i a Bucovina.
Àustria va sostenir després contra Prússia la Guerra dels Set anys, que li va fer perdre Silèsia (1756-63); es va indemnitzar, amb el primer i tercer repartiment de Polònia (1772 i 1795), quan hom li adjudicà la Galítsia i la Lodomíria, les quals les va unir des del territori de Cracòvia. El 1791, va entrar, pel tractat de Pillnitz, en coalició contra França, cosa que va atreure sobre ella les majors calamitats: després d'haver vist la capital ocupada pels francesos, l'emperador Francesc I d'Àustria va ser obligat de renunciar al títol d'emperador del Sacre Imperi el 1806, i de conformar-se amb els seus estats hereditaris, amb el títol d'emperador d'Àustria, que s'havia atorgat el 1804.
Fins a aquesta data, el Sacre Imperi Romanogermànic és el govern en vigor a Àustria. La divisa dels Habsburg és designada com a AEIOU:
- AEIOU en llatí:

| « | Austriae Est Imperare Orbi Universo | » |

 : 
| « | Li correspon a Àustria de dominar el món sencer. | » |

- AEIOU en alemany:

| « | Alles Erdreich ist Österreich untertan | » |

 : 
| « | Tot el que és terrestre és sotmès a Àustria. | » |

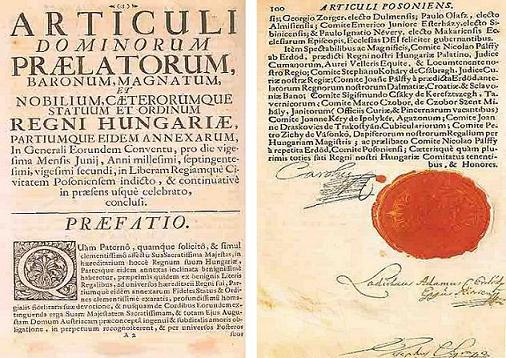
La Pragmàtica Sanció del 1713 és un edicte de l'emperador Carles VI del Sacre Imperi Romanogermànic per assegurar-se que el tron d'Àustria i del territori dels Habsburg pugui ser heretat per una dona
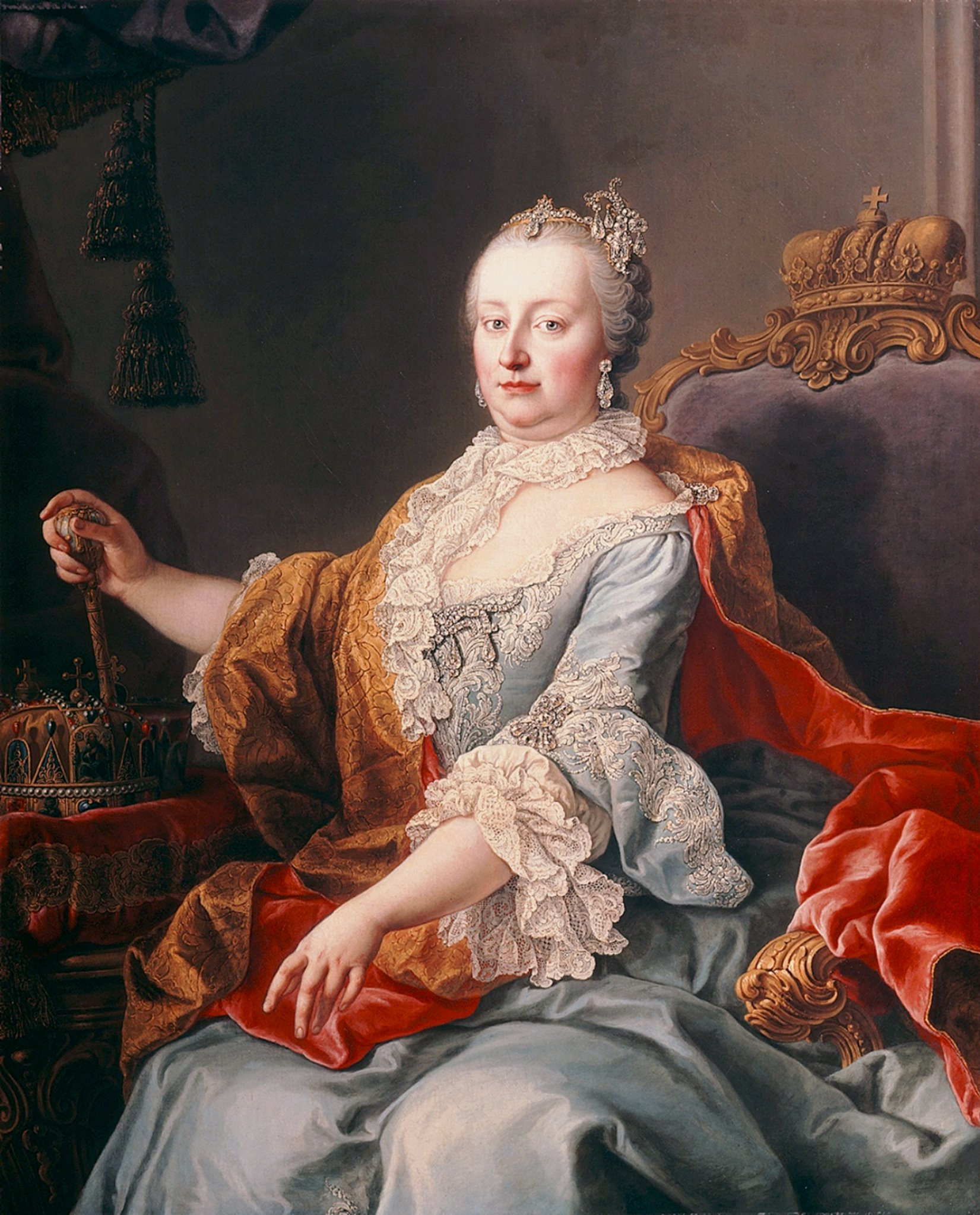
El 1745, Maria Teresa I d'Àustria, última sobirana de la Dinastia dels Habsburg, esdevé emperadriu del Sacre Imperi Romanogermànic
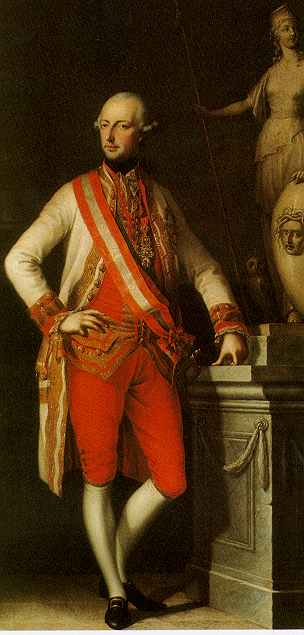
Josep II del Sacre Imperi Romanogermànic és el fill del fundador de la casa Habsburg-Lorena
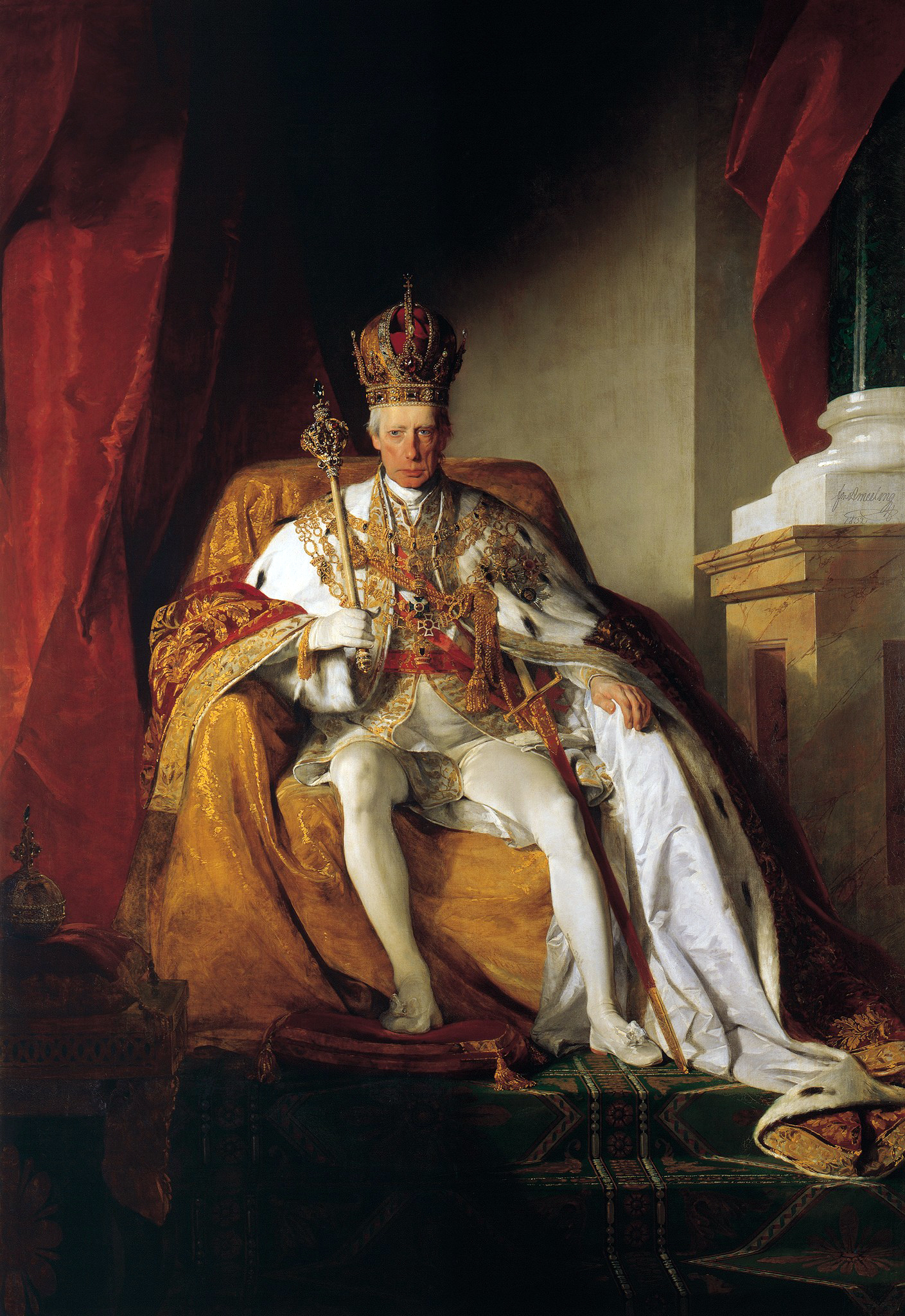
Francesc I d'Àustria va ser Emperador d'Àustria de 1804 a 1835

## L'Imperi austríac

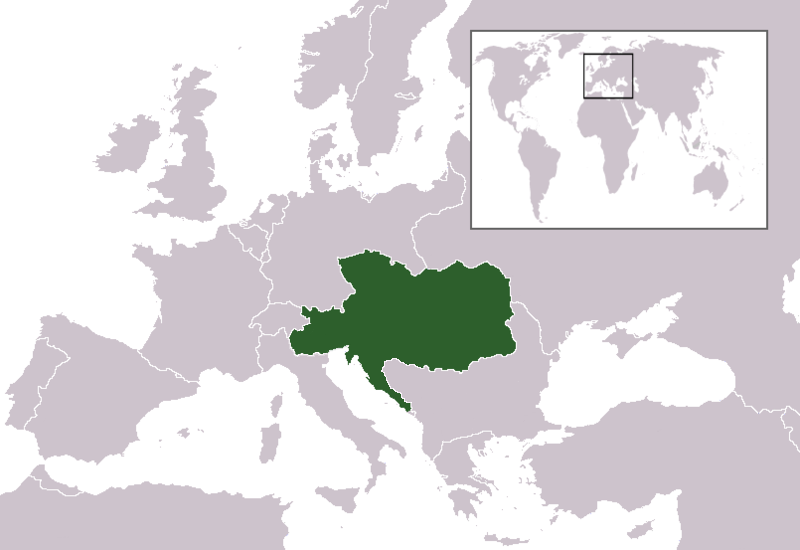
Imperi austríac

### L'era Metternich

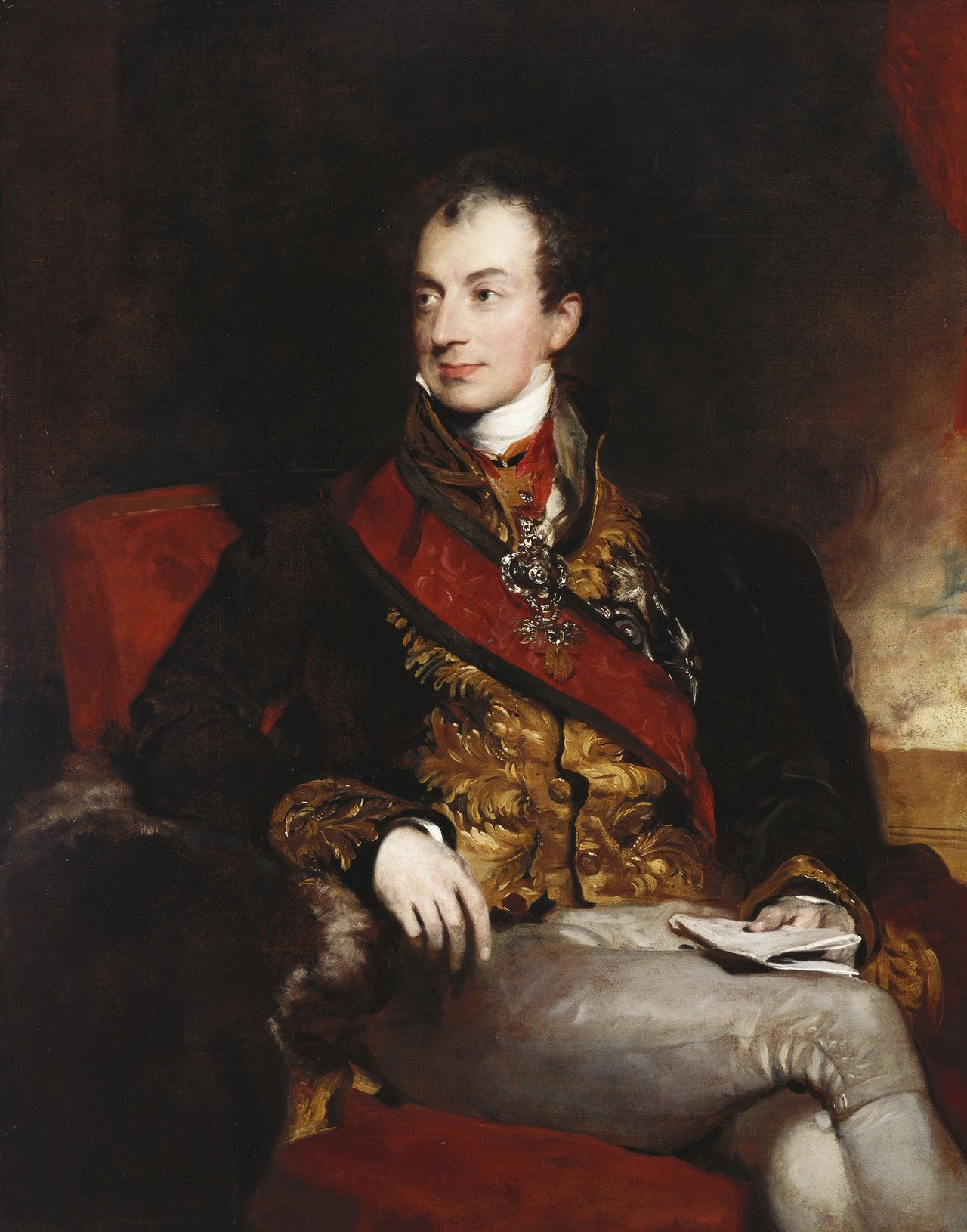
El canceller Klemens Wenzel Lothar von Metternich

Les guerres de la Revolució i de l'imperi van llevar a Àustria una gran part de les seves possessions a Alemanya i tot Itàlia; però el congrés de Viena de 1814-1815 els les tornà, a excepció del cercle de Borgonya, la pèrdua del qual és compensada per les províncies de Llombardia i de Vèneto a Itàlia. De 1815 a 1848, la vida política austríaca és dominada per la personalitat del canceller Metternich, que esdevé, a partir del 1817 el principal ministre de Francesc I d'Àustria.
Al setembre del 1815, Metternich accepta de participar en la Santa Aliança proposada a les potències conservadores per l'emperador Alexandre I de Rússia: els sobirans de Rússia, d'Àustria i de Prússia, en virtut del principi del cristianisme, afirmen la seva solidaritat i es prometen ajuda i socors mutu. Metternich continuava sent escèptic enfront d'aquesta aliança i veia en la renovació del pacte de Chaumont de 1814, el novembre del 1815, un mitjà més segur de mantenir l'ordre establert pel congrés de Viena. Les grans potències prometen reunir-se de manera puntual en forma de conferència i s'atorguen el dret d'intervenir en altres estats per mantenir l'ordre. Al congrés de Troppau el desembre de 1820, Àustria rep el mandat d'intervenir contra la revolució napolitana que amenaça els interessos d'Àustria. L'exèrcit austríac restableix a Nàpols el poder absolut del rei Ferran I de les Dues Sicílies i l'abril intervé al Piemont a petició del rei Víctor Manuel I de Sardenya.
Quan es produeix la insurrecció dels grecs, Metternich es nega a intervenir en benefici dels insurgents cristians, ja que desitja mantenir l'statu quo als Balcans. Tota modificació als Balcans, segons ell, beneficiaria Rússia. S'inquieta quan Rússia intervé oficialment en favor dels insurgents el 1828, però el tractat d'Adrianòpolis manté el principi de la integritat de l'Imperi otomà i conté l'empenta russa als Balcans.

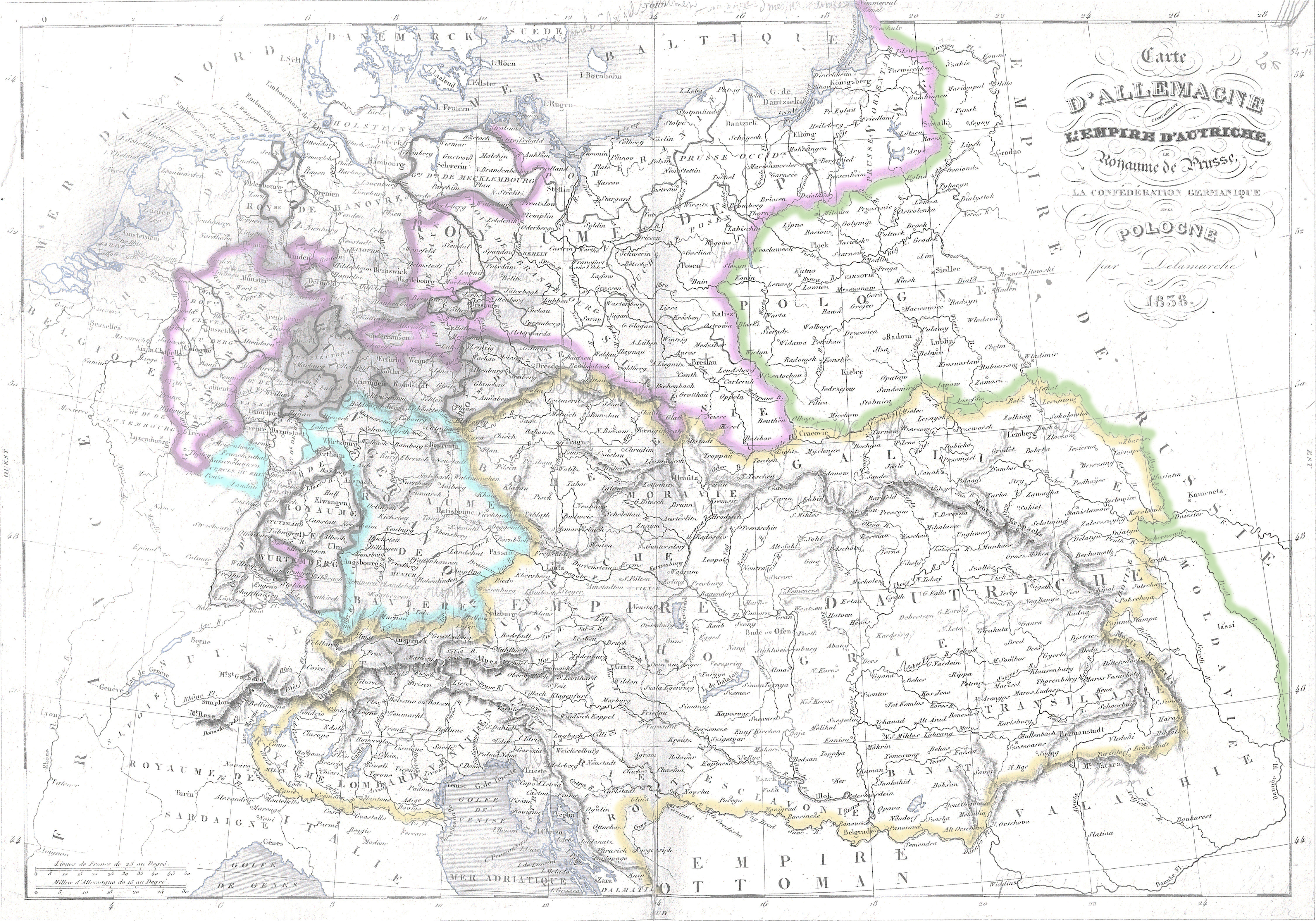
Àustria a Europa central el 1838

La revolució de 1830 posa en dubte el sistema imposat per les potències conservadores. Sorgida a França, es propaga a la resta d'Europa sense que Àustria pugui fer-hi cap cosa. Metternich no intervé en la crisi belga en la mesura que considera que Bèlgica és massa lluny i es preocupa d'Itàlia. Hauria volgut una intervenció de les altres potències però aquestes últimes no volen intervenir sense Àustria. En canvi, Metternich envia l'exèrcit austríac quan la Romanya s'alça contra la Santa Seu. L'ocupació de la Romanya provoca la intervenció de França, que amenaça amb una intervenció armada si Àustria no retira les seves tropes una vegada l'ordre sigui restablert. Metternich respecta la seva promesa però els romanyols es revolten sis mesos més tard, i ocupa Bolonya. Casimir Perier fa ocupar llavors Ancona mentre les tropes austríaques no hagin evacuat Bolonya. La presència francesa a Itàlia és propícia a les insurreccions liberals, però aquestes són dominades pels sobirans, preocupats per les seves prerrogatives. París es nega a donar suport als insurgents.
El moviment liberal i nacional s'estén en la Confederació Germànica, la qual cosa inquieta Metternich, que obté fàcilment el suport del rei de Prússia, Frederic Guillem. Metternich aconsegueix restaurar una política autoritària en els estats de la Confederació. Havent necessitat el suport de Prússia per dominar els liberals, Metternich ja no pot reaccionar contra la unió duanera -el Zollverein- que Prússia organitza a Alemanya del Nord. Metternich comprèn que els estats alemanys formaran d'ara endavant un bloc compacte dirigit per Prússia.
En els anys 1840, el sistema internacional establert per Metternich s'esmicola a conseqüència de la competència de les grans potències. Àustria i Prússia s'enfronten sobre la unitat alemanya. Àustria i Rússia s'enfronten sobre els Balcans, Metternich desitja un statu quo i el tsar desitja el desmembrament de l'Imperi otomà. En resposta a la tornada dels liberals a la Gran Bretanya, les relacions entre les dues potències es degraden. És per això que Metternich comença un acostament a la França de Guizot, la qual aplicava una política molt conservadora.
En política interior, Metternich no és l'amo. És l'emperador Francesc qui ho determina tot. Preocupat per lluitar contra les idees revolucionàries, el govern austríac és una mica més favorable a l'Església. El clergat retroba el dret d'inspecció sobre les escoles primàries i els col·legis i és assimilat en un cos de funcionaris, dispensadors de sagraments. Si bé la majoria dels membres del clergat estan satisfets de la seva situació, alguns altres, els catòlics romàntics, intenten retornar a una dimensió mística en la vida de l'Església. El 1840, el servei militar és rebaixat de deu a vuit anys, excepte a Hongria, i es continuen atorgant nombroses excepcions als nobles, funcionaris, metges, estudiants, grans terratinents i caps de família.

### La Revolució de 1848
El 1848, esclata una violenta insurrecció a Viena; al mateix temps Hongria i les províncies italianes es revolten, però Itàlia és submisa, malgrat el suport del rei de Piemont, que perd la batalla decisiva de Novara (maig de 1849), i Hongria és després d'una llarga resistència reduïda amb l'ajuda de l'Imperi Rus (1849): una Constitució li és atorgada el 1861, després una de nova el 1865, que estableix una dieta i un ministeri hongarès, i calma els ànims.

### El període neoabsolutista
El 1859, l'emperador, amenaçat en les seves possessions italianes pels estats sards, els envaeix; rebutjat pels piemontesos i els francesos, sobretot en la batalla de Magenta i en la de Solferino, signa el tractat de Zurich, i cedeix la Llombardia.

### Vers el compromís austrohongarès
Els conflictes creixents amb la moderna Prússia condueixen a la Guerra de 1866. Els prussians s'alien amb Itàlia per tal d'encerclar l'imperi. Els italians són derrotats en la batalla de Custoza (24 de juny), però l'imperi és vençut per Prússia en la batalla de Sadowa el 3 de juliol de 1866, i és obligat de cedir la Vénétie. Pel tractat de Praga (23 d'agost), Àustria abandona la Confederació Germànica, que és reconstituïda més tard com a Imperi alemany sense la seva participació.

## Àustria-Hongria

Àustria-Hongria el 1910

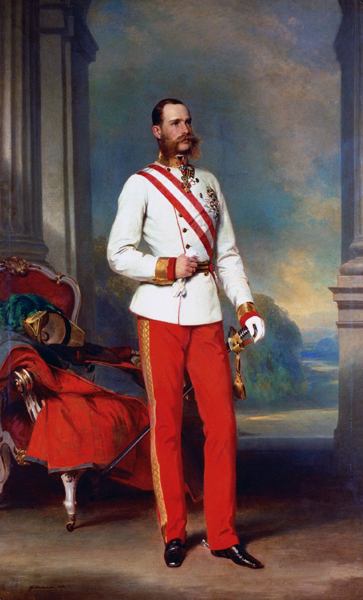
Francesc Josep I

Per calmar les tensions nacionalistes, l'imperi d'Àustria esdevé una doble monarquia que integra la corona hongaresa i es converteix en Àustria-Hongria. L'Imperi austrohongarès és, llavors, un estat constituït per l'Imperi austríac i el Regne d'Hongria, units per la família dels Habsburg-Lorena. La "monarquia dual" es va formalitzar el 1867 pel "compromís autrohongarès".
La Triple Aliança fou una coalició inicialment integrada per l'Imperi alemany i l'Imperi austrohongarès per iniciativa d'Otto von Bismarck per evitar un conflicte entre l'Imperi rus i l'Imperi austrohongarès. Davant la impossibilitat de mantenir al mateix temps una aliança amb Viena i Sant Petersburg, enfrontades als Balcans, Bismarck trobà en el Regne d'Itàlia l'aliat ideal contra França.
L'imperi existí fins al 1918. Incloïa l'actual Àustria i Hongria al centre, la República Txeca i Eslovàquia al nord, Eslovènia, Croàcia i Bòsnia i Hercegovina cap al sud, i part dels territoris d'Itàlia, de Polònia, Romania, Sèrbia i Ucraïna.

## La Primera Guerra mundial
El 28 de juny de 1914, l'hereu al tron imperial, l'arxiduc Francesc Ferran d'Àustria i la seva dona són assassinats a Sarajevo per Gavrilo Princip, un nacionalista serbi.
Després d'haver enviat un pseudoultimàtum a Sèrbia i haver-se assegurat el suport total de l'Imperi alemany, el vell (83 anys) emperador Francesc Josep I d'Àustria declara la guerra a Sèrbia el 28 de juliol. En menys d'una setmana, el conflicte es transforma en una guerra mundial.
Àustria-Hongria s'introdueix en aquesta guerra amb tristor, sense demostrar de cap manera el mateix entusiasme que coneixen Alemanya o França al començament del conflicte. En efecte, l'estat coneix nombrosos disturbis nacionalistes i ètnics, així com una aspiració republicana que esdevé cada vegada més important. Els hongaresos es neguen igualment al principi a mobilitzar-se per a l'esforç de guerra.
A més, les fràgils finances de l'imperi impedeixen mantenir l'esforç de guerra, fins i tot amb una ajuda alemanya considerable.
Si bé l'exèrcit austrohongarès és considerat com una de les principals potències militars i el poble compta amb una victòria ràpida, en realitat l'exèrcit només disposa d'1.800.000 soldats per a 52.000.000 habitants! De més, aquest exèrcit està força mal equipat i sobretot molt poc motivat per a un conflicte d'aquesta envergadura. El seu pressupost militar, clarament inferior al de França, d'Alemanya o del Regne Unit, es revelarà ràpidament com a responsable de les capacitats limitades de l'exèrcit.
El 1914, el teatre d'operacions se centra en Rússia i Sèrbia. El començament de la guerra és catastròfic per a Àustria-Hongria. La primera gran ofensiva és russa, amb la presa de la província austríaca de Galítsia. L'exèrcit imperial i la Landwehr austríaca no brillen en els rudes combats de les primeres setmanes, i l'artilleria austríaca, que es revela, tanmateix, superior a la de l'Entesa i fa palesa la seva potència de foc, no és suficient per restablir la situació. Les forces austroalemanyes aconsegueixen, però, derrotar els russos a Tannenberg el 29 d'agost. Si bé els alemanys poden contenir els russos, no s'esdevé el mateix per als austríacs, que són de nou esclafats en la batalla de Lemberg l'11 de setembre. Els russos són finalment aturats el novembre, després d'haver envaït totalment la Galítsia, els Carpats i la Bucovina. Els austríacs aposten llavors tot pels Balcans: volen enllestir ràpidament Sèrbia i Montenegro per poder reprendre l'ofensiva a l'est l'any següent. El 24 d'agost, els austríacs llancen una ofensiva a Cer, però són ridiculitzats per primer cop. Una nova ofensiva el 6 novembre els permet de prendre la ciutat de Belgrad, que serà perduda el 13 de desembre després de les derrotes de Rudnik i dels monts Putnik. El balanç el 1914 és alarmant: l'exèrcit austríac es revela ràpidament incapaç de detenir el modest però valent exèrcit serbi i no pot fer res contra els russos sense l'ajuda alemanya. La situació evolucionarà finalment gràcies a la intervenció de tropes alemanyes a Sèrbia i sobretot gràcies als caps polítics hongaresos que decideixen donar suport a l'esforç de guerra austríac principalment perquè temen que una victòria russa no arrossegui la secessió de les minories eslaves d'Hongria. Els hongaresos mobilitzen llavors prop de 4.000.000 soldats que s'incorporen a la Honved hongaresa.
A començaments del 1915, Àustria-Hongria progressa de nou enfront de les tropes russes, que guanyen, tanmateix, algunes batalles, però no aconsegueixen aturar l'avanç de les tropes de la Triple Aliança.
Al maig de 1915, Itàlia, que s'havia declarat neutral el 1914, deixa la Triple Aliança i entra en guerra del costat dels Aliats. L'exèrcit austrohongarès pateix nombroses derrotes. El 23 de juny, els italians llancen una ofensiva sobre l'Isonzo. Però l'exèrcit austríac es refà i atura l'ofensiva el 5 de juliol. A l'est, aquest s'apodera igualment amb Alemanya del territori polonès el 31 d'agost, i empeny l'exèrcit rus a Ucraïna.
Als Balcans, els serbis estan sense alè: Belgrad cau el 9 d'octubre. Montenegro és igualment derrotat i els italians contemplen, per la seva banda, el fracàs de totes les seves ofensives. Els generals i el poble reprenen l'esperança davant l'evolució del conflicte.
A principis del 1916, els austríacs rebutgen una nova ofensiva italiana i accepten la capitulació de Montenegro el 13 de gener. Els russos són igualment incapaços de defendre l'immens front de l'Est, cosa que beneficia les forces de la Triple Aliança.
Però, el 19 d'abril, els austríacs perden el control del coll de Di Lana en benefici dels italians.
Es llança una contraofensiva el 15 de maig al Trentino-Tirol del Sud, però acaba en fracàs. Els russos ho aprofiten per a llançar al seu torn una àmplia ofensiva, que es revelarà també un desastre total.
Una nova ofensiva italiana el 6 d'agost posa en dificultats les forces austríaques i el 17 d'agost; és la presa de Gorizia pels italians. Aquests continuen hostilitzant les tropes austrohongareses; desembarquen a Macedònia el 20 d'agost i ataquen Salònica el 22 d'agost. Per acabar-ho d'empitjorar, Romania s'uneix a l'Entesa i ataca Àustria-Hongria el 27 d'agost.
Els mesos posteriors són una prova de foc per a la Doble Monarquia, que pateix tres noves ofensives italianes així com un assalt britànic als Balcans el 5 d'octubre.
El 1917, les reivindicacions nacionalistes, provocades per la mort de Francesc Josep I el 1916, esdevenen més apressants, sobretot en el si de l'exèrcit austrohongarès. Els italians llancen una desena ofensiva sobre l'Isonzo el 12 de maig i els russos intenten debilitar els austríacs a l'est l'1 de juliol. El 17 d'agost, onzena ofensiva dels italians sobre l'Isonzo, que no serà aturada fins al 12 de setembre. Malgrat una certa desmoralització dels italians a causa de les incessants ofensives i la perspectiva d'una pau propera amb Rússia, el nou emperador Carles I comprova que el seu estat es troba en un moment crític i intenta acordar una pau separada amb els membres de l'Entesa, cosa que desagrada fortament als alemanys.
Aquesta confessió de feblesa condueix els representants de les nacions oprimides txeques, polonesa i iugoslaves a intentar el seu reconeixement per part dels estats aliats, en tant que nacions sobiranes.
A la primavera 1918, els exèrcits austrohongaresos són a la vora de la ruptura. Mancats d'avituallament i presos del clima separatista, reculen sobre la majoria dels fronts i pateixen greus motins.
Dins l'estat, l'agitació nacionalista condueix a la formació de Consells Nacionals independents que sacsegen la Doble Monarquia.
A més, hi ha vagues generals a Budapest i Praga a partir del 15 de gener, la qual cosa impedeix de prosseguir amb l'esforç de guerra.
Els tractats de pau amb Rússia i després amb Romania del 7 de maig no canvien absolutament res. Les minories reclamen més autonomia i ho manifesten violentament. Com a últim recurs, l'emperador reconeix el dret d'autodeterminació dels pobles austríacs el 4 d'octubre de 1918 i intenta transformar la monarquia en federació el 17 d'octubre, però això no impedeix als eslaus del sud d'aprovar el 7 d'octubre de 1918 la unió amb Sèrbia, seguits de prop pels txecoslovacs que proclamen la seva independència el 28 d'octubre.
L'armistici es produeix finalment el 3 de novembre de 1918, al mateix temps que el govern hongarès anuncia la seva separació d'Àustria.
Carles I deixa el poder i l'estat el 12 de novembre, la qual cosa permet als dos membres convertir-se oficialment en repúbliques.
El tractat de Saint-Germain-en-Laye entra en vigor el 16 de juliol de 1920, sense cap consulta de part d'Àustria; aboleix definitivament l'imperi dels Habsburg i debilita l'estat de manera considerable amb pesades sancions econòmiques, militars i geogràfiques.

## 1918-1945

### Els partits
Els partits polítics de la República foren fundats sota la monarquia. Són tres els que van tenir un paper de primer pla després de la Primera Guerra Mundial i l'esfondrament de la monarquia:
- El SDAP (Sozialistische Demokratische Arbeiter Partei - Partit Socialdemòcrata dels Treballadors), creat el 1889, que demana més parlamentarisme així com la protecció dels treballadors. Viktor Adler n'és un representant.
- El CS (Christlich Sozial Cristians socials), creat el 1892, catòlic, de Leopold Kumschak o Karl Lueger. Demanen reformes socials amb el rerefons de catolicisme i una relació estreta entre l'Església i l'estat.
- El DNV (Deutschnational Verband - Associació Nacional Alemanya, o Großdeutsche - Gran alemany). No és un partit de masses, defensa els alemanys enfront de les altres minories de l'imperi.

Aquests tres partits volen fundar una República i formen bàndols polítics que fan perdre poder a la monarquia. Altres grups es giren també contra la monarquia (sobretot els txecoslovacs). El nacionalisme és un obstacle per a la creació d'un estat nació. El "pseudoparlamentarisme" és també una feblesa de la monarquia. Els partits són, doncs, reserves de poder per al període que seguirà a la caiguda de la monarquia, causada també, evidentment, per la derrota militar el 1918.
Els representants dels partits de la monarquia seran els primers representants en la nova República. El partit majoritari és el DV, després el CS i finalment el SDAP. Si bé el DV i el CS es deuen a la monarquia, el SDAP aconsegueix convèncer-los que és anacrònica i responsable de la derrota militar. Una república seria més forta, més encara perquè estaria lligada a Alemanya. La República, proclamada el 12 de novembre de 1918, omple de moment un buit polític.

### L'adveniment de la República
Els diputats es reuneixen en l'Assemblea nacional i escullen un govern dirigit per Karl Renner (SDAP).
L'Assemblea també ha de redactar una constitució per a la República, però com que ha sorgit de la monarquia, s'han d'organitzar noves eleccions. Se celebren a la primavera 1919, i les dones també poden votar. Es produeix un capgirament de la correlació de forces: el SDAP n'esdevé el primer partit, seguit del CS i del DV. Això tindrà conseqüències sobre la forma de la Constitució. Karl Renner (SDAP) esdevé canceller, Fink (CS) vicecanceller i Schumpeter (sense partit) ministre de finances. Malgrat que el sistema de votació és proporcional, els tres partits obtenen gairebé la totalitat dels escons. Fins i tot els comunistes, que havien tingut un paper important en les vagues de 1918, pateixen fortament la competència del SDAP, molt orientat a l'esquerra. Les relacions entre el SDAP i el CS són tibants malgrat la coalició.
Té lloc un debat entre els partits sobre la forma de la Constitució després de l'elecció de la coalició. Aquest debat és tens, i portarà al final de la coalició. La Constitució entra en vigor el novembre del 1920. És un compromís entre les voluntats dels diferents partits. El CS desitjava una república federal amb un cap d'estat poderós, el SDAP una república centralitzada sense cap d'estat (només el canceller). La república adoptada és federal, però les regions no tenen massa autonomia; el cap d'estat té competències limitades.
Les armes d'Àustria són una àguila amb una falç, un martell i una corona. Simbolitzen les tres classes de la societat austríaca: els pagesos, els obrers i els burgesos. Els colors recorden la voluntat d'unió a Alemanya: negre, vermell i groc.
Existeix una altra assemblea, el Bundesrat, que representa els Länder, així com un president que no és escollit per sufragi universal directe. El primer n'és Michael Hainisch, un economista representant del liberalisme, però que predica reformes socials.
La ruptura de la coalició s'esdevé el juliol de 1920. Les primeres eleccions legislatives són organitzades per formar un nou govern. El CS es converteix en el primer partit i forma una coalició amb el DV, anomenada Bürgerblock i durarà fins al final de la República. No obstant això, cap govern no restarà més d'un any i tres mesos en les seves funcions. Els partits experimenten dificultats per entendre's, i la situació econòmica no els és favorable.

### Les qüestions territorials

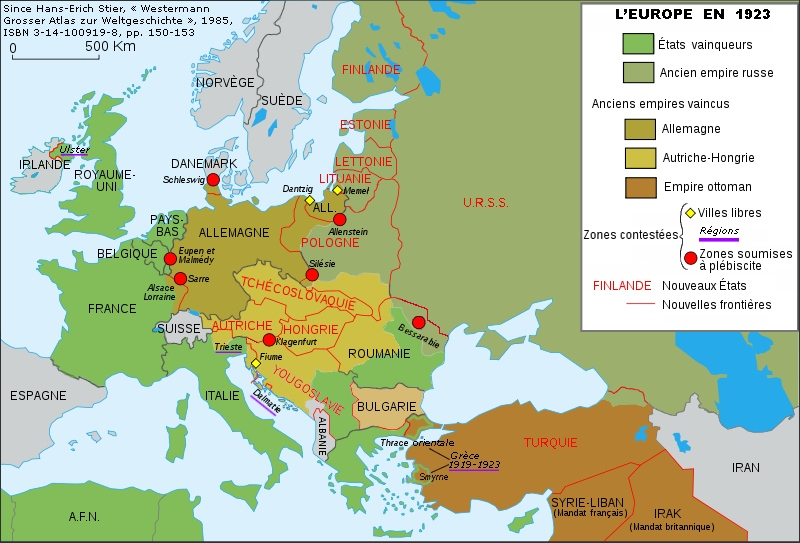
Àustria a Europa després del tractat de Saint-Germain-en-Laye

Després de la caiguda de la monarquia, els «no alemanys» obtenen la independència i són adscrits als diferents estats fronterers (Polònia...), i els «alemanys» funden el seu propi estat, Àustria. La República austríaca és proclamada el 12 de novembre de 1918. El règim de l'estat ha estat canviat a causa dels problemes socials: la gana i les males condicions de vida provoquen grans vagues des del gener de 1918.
Es proposa la unió amb Alemanya, justificada pel programa del president americà Wilson, en el qual exigeix l'autodeterminació dels pobles, que permetria així als germanòfons d'Alemanya i d'Àustria de ser considerats com un sol i mateix poble. Neix doncs la República Austroalemanya (Deutschösterreich); la unió amb Alemanya es preveu per a més endavant: paral·lelament a la tria de la República, els diputats es pronuncien també a favor de la unió amb Alemanya.
En el Vorarlberg, un 80% de la població desitja ser integrat a Suïssa, però aquesta s'atura per no comprometre l'equilibri de les confessions sobre el seu territori. De més, el 98,5% dels tirolesos i 99,2% els habitants del land de Salzburg desitgen la integració de la seva regió a Alemanya. Els aliats se'n pronuncien en contra, i Alemanya també, per raons diplomàtiques. Àustria desitjava aquesta integració, ja que havia esdevingut massa petita i ja no posseïa massa indústria. De més, Alemanya també estava dirigida pels socialdemòcrates.
Àustria és un estat vençut. Les negociacions de pau es fan, doncs, amb els vencedors. Segons el principi de l'autodeterminació dels pobles, s'hauria pogut pensar en una unió d'Àustria a Alemanya, ara bé, el tractat de Saint-Germain-en-Laye (1919) la prohibeix formalment per no reforçar Alemanya. De més, l'Imperi Austrohongarès representava per a Clemenceau el clergat; no era, doncs, qüestió d'afavorir-lo. Aquest tractat redefineix les fronteres d'Àustria. Cedeix el Tirol del Sud, el Sud de l'Estíria i una part de Burgenland.

### Política econòmica

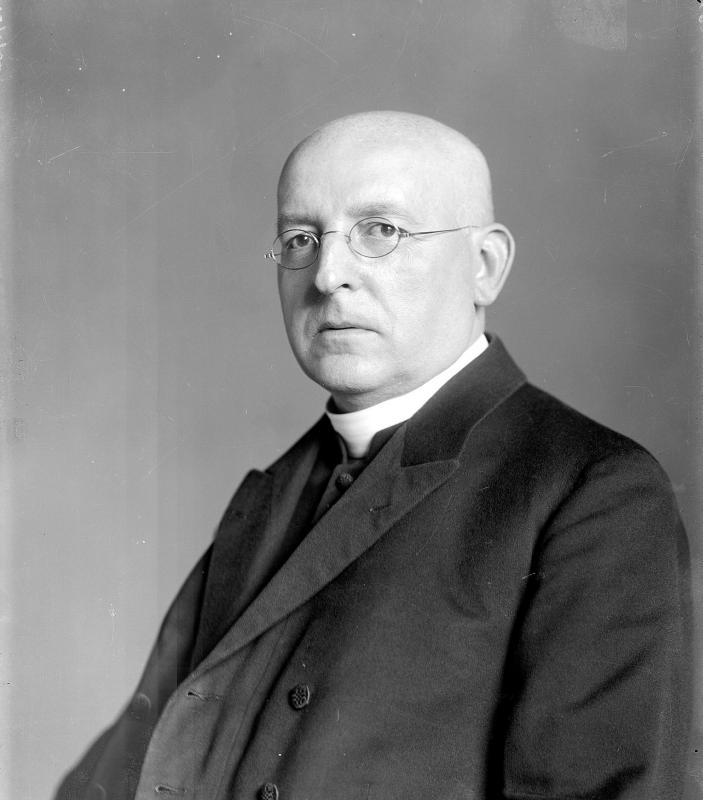
Ignaz Seipel fou elegit per dos cops canceller d'Àustria. Capellà catòlic,antiliberal i antisemita, combat la corrupció en l'administració imperial

Durant l'hivern de 1919-1920, Àustria coneix un període de dificultats econòmiques, sobretot d'inflació, que comporta vagues i manifestacions. El govern intenta manllevar diners a altres estats. Aquesta política és responsabilitat del canceller Ignaz Seipel, molt actiu diplomàticament.
Signa el Protocol de Ginebra l'octubre 1922, un acord amb França, el Regne Unit, Itàlia i Txecoslovàquia que garanteix préstecs a Àustria a canvi dels quals aquesta promet preservar la seva independència, fins i tot si pocs hi creuen verdaderament. Un buit polític per raons econòmiques seria perillós per a l'equilibri de l'Europa central.
Les finances són sanejades: el nombre de funcionaris s'abaixa, l'estat gasta menys. Malgrat la pujada de l'atur, la política econòmica de Seipel és aprovada i condueix a un èxit electoral del seu partit el 1923.
S'estableix una nova moneda el gener del 1925: el xíling.

### Radicalització de la vida política
Seipel és víctima d'un atemptat i dimiteix el 1924. Reprèn les seves funcions el 1926. Aquest atemptat és un exemple de la violència cada vegada més viva en la vida política, sobretot des de la fi de la coalició el 1920. Els dos principals partits s'enfronten cada vegada més, i són defensats per organitzacions paramilitars:
- Les Heimwehren per al CS (Cristians Socials) i el DNV. Hi apareixen petits grups d'autodefensa al final de la Primera Guerra mundial. No tenen objectiu polític en els seus inicis, però s'acosten de pressa al CS i al DNV. Es radicalitzen i redacten el seu programa polític el 1930, el programa de Korneubourg, en el qual rebutgen la democràcia i el sistema parlamentari i es pronuncien a favor del Führerprinzip i un estat corporativista.
- La Republikanischer Schutzbund per al SDAP. Centralitzada i organitzada militarment, té aproximadament 80.000 membres.

Nombrosos antics soldats troben un lloc en aquestes organitzacions, sobretot aquells colpits per la pujada de l'atur.
L'abril del 1927 se celebren eleccions legislatives, guanyades pels partits de dreta. La vida política es radicalitza més encara. El SDAP havia proposat en el seu programa de 1926 (programa de Linz) la dictadura del proletariat, la qual cosa va ser interpretada pel CS com un desafiament.
El gener de 1927, a Schattendorf, tenen lloc violents enfrontaments al carrer entre les Heimwehren i la Republikanische Schutzbund que fan 2 morts en el bàndol de les Heimwehren. En el procés judicial que se segueix arran d'això, els acusats són absolts (15 de juliol de 1927). Es produeixen manifestacions espontànies i el Palau de Justícia, símbol de l'estat injust, és incendiat (Revolta de juliol). Schober, el cap de la policia, fa disparar als manifestants, la qual cosa provoca 90 morts, entre els quals 4 policies. Aquesta repressió policíaca signa la separació definitiva del CS i del SDAP. La població s'allunya del govern. Els manifestants són condemnats i el canceller Seipel (sacerdot d'altra banda) es nega a amnistiar-los. Aproximadament 30.000 austríacs se'n van de l'Església catòlica.
Per sortir d'aquesta crisi, es decideix reforçar el poder executiu. Es pacta una modificació de la Constitució el 1929: el president és d'ara endavant escollit directament pel poble i els seus poders són ampliats. És l'expressió de les tendències autoritàries i antiparlamentàries europees. A causa de problemes interns dels partits polítics, el pròxim president no és escollit directament pel poble, però rep amb tot més poder.

### Les crisis

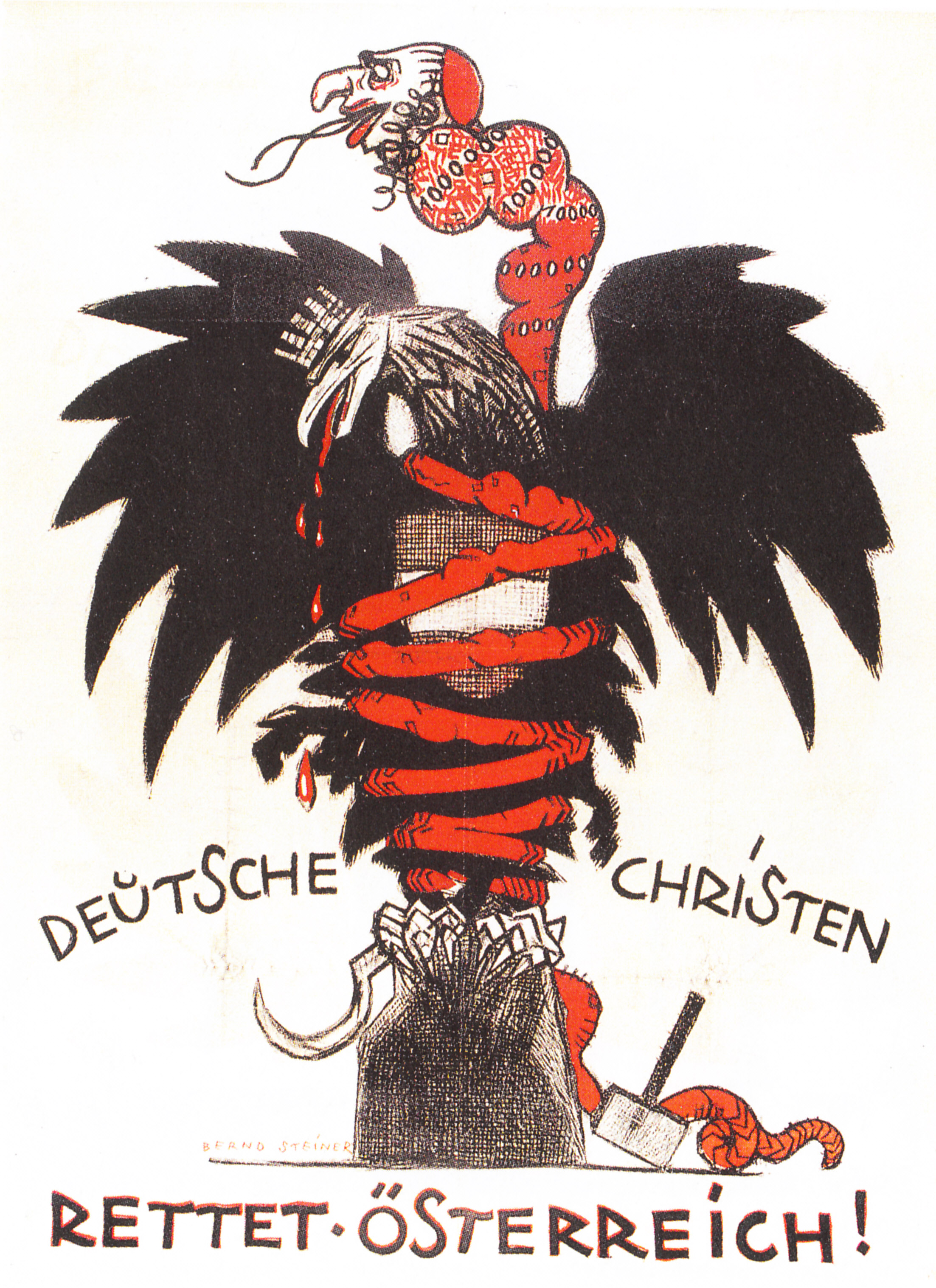
Caricatura antisemita en un cartell de propaganda electoral del Partit Cristià Social a Viena, 1920

La crisi econòmica mundial no perdona Àustria. El descontentament creix i el govern n'és considerat responsable. Així, a les eleccions de 1930, el SDAP esdevé el primer partit. De més, una nova força política fa la seva entrada: les Heimwehren s'han constituït en partit. Són més nacionalistes, es deuen menys als principis democràtics que el CS i prenen vots a aquest últim. Malgrat allò, la coalició CS-DNV continua funcionant.
El resultat de les eleccions de 1930 va xocar contra el CS, que reflexionà sobre un mitjà d'evitar les pròximes eleccions, en pensar que el resultat en seria força pitjor.
Dues altres crisis venen a reforçar la crisi econòmica:
- França, Itàlia i Txecoslovàquia prohibeixen una unió duanera entre Àustria i Alemanya, ja que hi veuen la preparació d'una unió política. Aquesta unió duanera hauria permès a Àustria sortir de la crisi econòmica, i els partits la desitjaven, ja que volien sempre la unió pura i simple d'Àustria al seu veí (fins i tot el CS, que el 1919 no hi era favorable per raons religioses i perquè es devia a la monarquia).
- El DNV es retira de la coalició el 1932, ja que no desitja ser considerat responsable de la situació. Veu, d'altra banda, com el seu electorat fuig progressivament cap a les Heimwehren i el partit nazi, que obté els primers èxits en les eleccions regionals.

El setembre del 1931 Pfrimer, cap de les Heimwehren, intenta un cop d'estat que fracassa ràpidament.

### Els canvis polítics
A la dreta, el partit nazi, i a l'esquerra, el SDAP, es fan cada vegada més forts. El CS decideix impedir les pròximes eleccions. El règim presidencial de Hindenburg a Alemanya demostra que és possible governar un estat sense parlament.
El 4 de març 1933, el parlament s'autodissol: el president del parlament, que no té dret de participar en les votacions, dimiteix per poder aportar el seu vot al seu bàndol; el primer vicepresident ho fa igualment, així com el segon. Per al canceller Dollfuß, el parlament havia demostrat que no era capaç funcionar i declarà el 7 de març que governaria sense. El 15 s'organitza una sessió del parlament per part d'alguns diputats, però és impedida pel govern.
Diverses mesures anuncien un canvi ideològic, el pas d'un estat democràtic a un d'autoritari: la Republikanische Schutzbund és dissolta i les Heimwehren s'organitzen en milícies. El SDAP reacciona creant un moviment dins del partit: els socialistes revolucionaris. Prediquen la resistència armada en cas de dissolució dels partits, de prohibició dels sindicats, d'atacs contra Viena la Roja (dirigida per l'SDAP) i de constitució feixista.

### Les relacions amb Alemanya
Sorgeixen dificultats entre Àustria i Alemanya, per bé que ambdós són estats autoritaris i ideològicament propers. Per a Hitler, Dollfuß no va bastant lluny, no és prou radical. Desitja prendre el poder a Àustria.
Els nazis perpetren atemptats a Àustria, i el partit és prohibit el juny de 1933. Hitler amenaça amb l'annexió, i Àustria busca suport amb els seus veïns hongaresos i italians. L'agost de 1933, Mussolini exigeix una feixització més important d'Àustria a canvi del seu suport. El govern austríac crea llavors un partit únic feixista: el Front Patriòtic.

### L'austrofeixisme
L'austrofeixisme és un feixisme el component essencial del qual és el catolicisme. Sobre l'escut d'armes d'Àustria s'hi afegeix una aurèola. Aquesta referència a la religió diferencia la dictadura austríaca de les altres formes de dictadures europees que veuen la religió com a competidora. L'estat és feixista però no autoritari, corporativista però sense lleis ètniques. Hi ha un partit únic, però gens de control total de la vida política. No és un nou partit que arriba al poder, sinó un partit antic que s'ha transformat.
L'estat corporativista austríac és jerarquitzat i té com a model l'edat mitjana amb un component catòlic. El programa és establert el setembre de 1933 (mes del 250è aniversari de l'alliberament de Viena dels turcs). És presentat com un alliberament nacional dels enemics de l'interior. «Volem un estat austríac cristià i alemany sobre una base corporativista i amb un dirigent autoritari». Els enemics són el marxisme, el capitalisme, el partit nazi i el domini dels partits sobre l'estat.
Dollfuß continua sent canceller, la qual cosa crea, doncs, una continuïtat entre la democràcia i el feixisme. Utilitza els mitjans constitucionals per a crear aquest nou règim, però no arriba al poder de resultes d'una elecció, ja que ja hi és. S'aprofita d'això per a impedir noves eleccions. L'austrofeixisme no és una nova ideologia, sinó la transformació d'un antic partit democràtic.
Es redacta una nova constitució: la «constitució de maig», que entra en vigor l'1 de maig del 1934. La data fou escollida per intentar aplegar els treballadors tot mostrant-los que el nou règim no els oblida. El preàmbul declara: «En nom de Déu molt poderós, de qui emanen tots els drets, el poble austríac adopta aquesta constitució per al seu estat federal, alemany i cristià.» Els antics valors del federalisme i catolicisme són reafirmats. L'accentuació del caràcter alemany d'Àustria és, això sí, nou.

### Les dificultats interiors

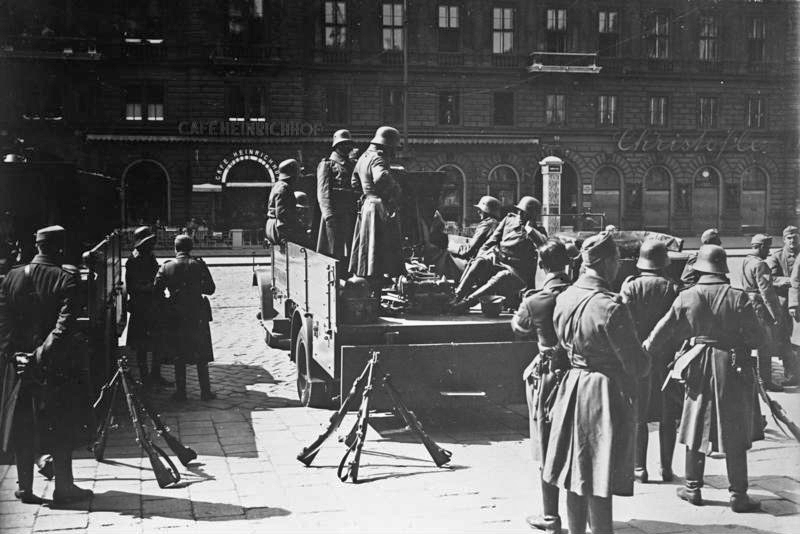
Soldats de la Bundesheer a Viena, 12 de febrer del 1934

El febrer de 1934 esclata una guerra civil. El govern ordena indagacions per trobar armes en poder dels antics membres de la Republikanische Schutzbund. Aquests es defensen, la qual cosa provoca lluites al carrer amb la policia i l'exèrcit, així com amb els Heimwehren. Es compten aproximadament 1.500 morts i ferits. Alguns representants del SDAP són executats i el partit és prohibit. Els altres s'escapen a l'estranger. El govern en vigor en surt reforçat, ja que el seu principal opositor és eliminat.
El juliol de 1934, els nazis austríacs intenten un cop d'estat. Fracassa i fa aproximadament 270 morts. 13 persones són executades i 4 se suïciden abans. El canceller Dollfuß és assassinat, Kurt Von Schuschnigg li succeeix i es queda a la cancelleria fins al març del 1938. Durant aquest cop d'estat, Alemanya continua sent neutral, ja que no és encara bastant forta militarment per intervenir-hi. Mussolini envia soldats a la frontera austríaca per protegir la independència d'Àustria si arribés a ser amenaçada.

### La influència creixent del nazisme
La població alemanya desitja cada vegada més la unió d'Àustria a Alemanya, perquè és en el programa del partit nazi i perquè seria un mitjà d'oposar-se al tractat de Versalles. Però la població austríaca hi és cada cop menys favorable. La situació econòmica millora, i les elits no desitgen perdre les seves posicions.
El context internacional evoluciona el 1935 a favor dels nazis. Alemanya és remilitaritzada, s'organitza un referèndum a Saarland, moment en el qual la població local es pronuncia a favor de la integració a Alemanya. Aquest referèndum és reconegut internacionalment i Alemanya en pot desitjar un de similar a Àustria.
Itàlia es llança a una política de colonització a l'Àfrica i s'interessa, doncs, menys per Àustria, la qual cosa deixa més marge de maniobra a Alemanya per permetre-li estendre la seva influència.
El juliol del 1936 se signa «l'acord de juliol» entre Alemanya i Àustria: Àustria es defineix com a estat alemany, renuncia a la seva política estrangera i amnistia els nazis austríacs condemnats.
El partit únic és cada vegada més controlat pels nazis que s'hi adhereixen per apoderar-se'n. Es prepara l'Anschluss ('annexió'). Nombrosos nazis ocupen ja altes funcions en l'estat austríac.

### L'Anschluss

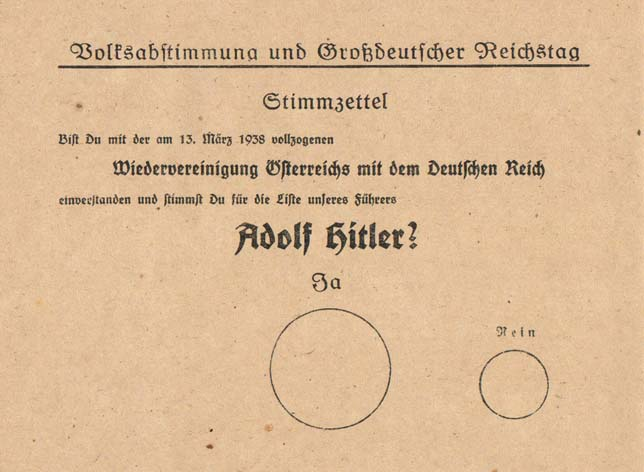
Papereta de vot del 10 d'abril del 1938: s'hi pot llegir: «Estàs d'acord amb la reunificació d'Àustria amb l'Imperi germànic que va ser decretada el 13 de març del 1938, i votes pel partit del nostre cap Adolf Hitler? ». El cercle gran mostra el Sí, el més petit el No

El febrer de 1938, Hitler i Schuschnigg es troben i Hitler exigeix que Arthur Seyß-Inquart (nazi) sigui nomenat ministre de l'Interior i que Àustria unifiqui el seu sistema econòmic amb el d'Alemanya. Es llança un ultimàtum per al 15 de març.
Schuschnigg manté reunions amb els diferents caps dels partits. Otto von Habsburg, cap del partit monàrquic, proposa una reconciliació amb els partits d'esquerra, que també hi estan d'acord. Schuschnigg, tanmateix, ho refusa.
Organitza llavors un referèndum contra Hitler, anunciat el 9 de març i organitzat per al 13. Llança la divisa «Rot-Weiß-Rot bis in den Tod» ('vermell-blanc-vermell fins a la mort'). Es demana si el poble vol «una Àustria lliure i alemanya, independent i social, cristiana i unida.»
Hitler exigeix la dimissió de Schuschnigg, que obeeix sota pressió. El 12 de març, les tropes alemanyes entren a Àustria amb els crits d'alegria de la multitud. Els que estaven en contra no s'hi manifesten. La població veia en l'Anschluss un mitjà de millorar la situació econòmica del país.
En el moment del referèndum del 10 d'abril del 1938 sobre l'Anschluss, el 99,73% de la població s'hi pronuncia a favor, segons els resultats oficials. Es parla llavors de «reunificació».
- Aquesta unió es va fer sense violència, ja que no hi va haver resistència de l'exèrcit austríac.
- El president Wilhelm Miklas no va signar la llei sobre l'Anschluss.
- L'entusiasme de la població es va traduir en una multitud important que va aclamar el discurs de Hitler a la Heldenplatz de Viena el 15 de març de 1938.
- La comunitat internacional no hi reacciona. Només Mèxic protesta oficialment, posant un vet a la SDN.

### Àustria en el Tercer Reich
La història d'Àustria es confon amb la de l'Alemanya de 1938 a 1945. Àustria, integrada al Reich després de l'Anschluss, s'estructura segons el programa nazi. Les antigues institucions són dissoltes el 17 de març de 1938. El primer comboi vers Dachau surt l'1 d'abril, i el maig és construït el camp d'extermini de Mauthausen.
Alemanya aprofita els recursos naturals d'Àustria, s'apodera del banc nacional i de les indústries. Es prepara una guerra i només serà un èxit si l'economia funciona bé i permet un bon armament. Àustria produeix molta energia gràcies a la seva aigua i el seu petroli de la Baixa Àustria. Té també indústries pesants a Linz. L'atur baixa, però nombrosos austríacs ja han deixat el seu país.
L'administració és ocupada pels alemanys, però els austríacs ocupen també llocs importants i no sols són víctimes. El 30 de maig de 1938, Àustria és dividida en 7 Gaue, anomenats «Ostmark» el 1939 després «Gaue dels Alpes i del Danubi» el 1942.
La persecució dels jueus no troba massa oposició a Àustria; l'antisemitisme hi té una llarga tradició, sobretot a Viena. Experimenten la mateixa sort que els jueus alemanys. Aproximadament 130.000 en fugen, la majoria al Regne Unit. 70.000 en moren en camps d'extermini.
Si bé la població austríaca no representa més que un 8% de la població de la Gran Alemanya, els austríacs constitueixen un 14% dels membres de les SS i el 40% del personal vinculat a la posada en marxa de l'assassinat dels malalts mentals i de la Xoà. Entre els austríacs que van ocupar alts càrrecs al si del Tercer Reich, es poden citar Franz Böhme, Lothar Rendulic, Julius Ringel i Alexander Löhr, generals de la Wehrmacht i la Luftwaffe; Adolf Eichmann, un dels principals organitzadors de l'Holocaust, Odilo Globocnik, també implicat en la Xoà, Amon Göth, comadant del camp d'extermini de Plaszow, Franz Stangl, comandants dels camps d'extermini de Sobibor i Treblinka, Ernst Kaltenbrunner, successor de Reinhard Heydrich al capdavant de l'Oficina Principal de Seguretat del Reich, o Otto Skorzeny, que va organitzar sobretot l'evasió de Benito Mussolini del Gran Sasso. Quant a Arthur Seyss-Inquart, després d'haver estat l'adjunt de Hans Frank a Polònia, va ser comissari del Reich als Països Baixos. Finalment, el mateix Adolf Hitler era nadiu de la Baixa Àustria i hi havia estat criat.
Després de la guerra es presentarà com a «primera víctima del nazisme», i Àustria refusarà de manera duradora tota responsabilitat i tota indemnització de les víctimes jueves.
Àustria no patirà durant tant de temps com Alemanya el fragor dels combats. No esdevindrà camp de batalla sinó a partir de l'abril de 1945.
245.000 soldats austríacs moren o es donen per desapareguts; 20.000 civils moren sota els bombardejos; 1,5 milions d'austríacs van prendre part en la guerra.
La resistència (Österreichische Freiheitsfront) és present però no obté massa èxit. És sovint intel·lectual, difon fulletons contra la propaganda, per exemple. No s'arma més que al final de la guerra i allibera fins i tot la ciutat d'Innsbruck abans de l'arribada de les tropes aliades.

## Des de 1945

### Reconstrucció de la vida política

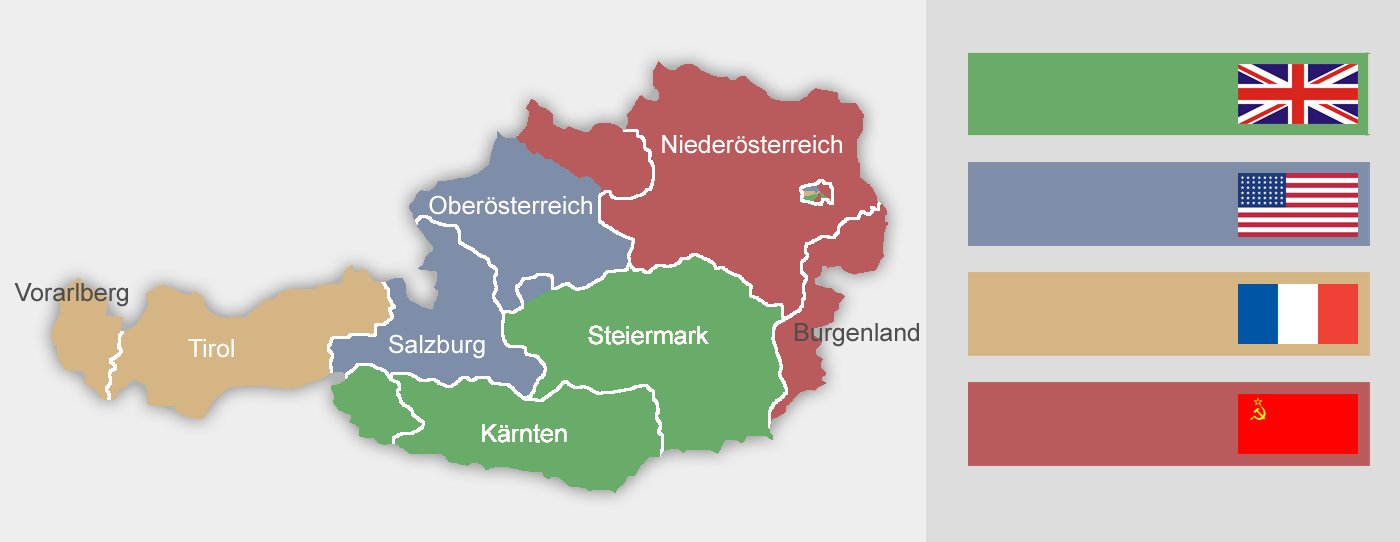
Àustria dividida en quatre zones pels Aliats (1945-1955)

La presó o els camps d'extermini van tenir com a efecte acostar els diferents partits austríacs durant la Segona Guerra Mundial. Així, els socialdemòcrates i els cristianosocials comencen a treballar junts des de la fi de la guerra.
L'abril del 1945, l'antic canceller socialdemòcrata Karl Renner és ja en contacte amb les autoritats soviètiques, que el recolzen en la formació d'un govern provisional. Això podia permetre a la Unió Soviètica estendre la seva influència a Àustria. Renner accepta aquest suport, però només és reconegut per l'URSS. El 27 d'abril es forma un govern compost de tres partits: el partit socialdemòcrata (SPÖ), el partit comunista (KPÖ) i el partit popular austríac (ÖVP, antics cristianosocials).
El 28 d'abril és signada la Declaració d'Independència. La nova república havia de ser fundada en l'esperit de la Constitució de 1920, però sota la pressió dels Aliats, la II República es recolzarà en la Constitució de 1929 (que dona més poder al president), ja que és l'última que va estar en vigor a Àustria.
Els estats occidentals es mostren desconfiats enfront d'Àustria, ja que aquesta formava part integrant del Reich, i ara és recolzada per l'URSS. Reconeixen finalment el govern austríac, sobretot després que els conservadors perdessin el poder al Regne Unit.
Àustria és dividida en quatre zones, com Alemanya, i Viena en quatre sectors, com Berlín. Tanmateix, en ser considerada Àustria com la primera víctima de la guerra, els Aliats li deixen un govern.

### La postguerra
Les primeres eleccions tenen lloc el 25 de novembre de 1945. Hi ha 3,5 milions d'electors i un 64% són dones. L'ÖVP (antics cristianosocials) obté 49,8% de les veus, l'SPÖ el 44,8% i el partit comunista el 5,4% (la propaganda nazi anticomunista havia deixat rastres, i l'Exèrcit Roig tenia mala imatge en la població, sobretot a causa de la violència amb què havia actuat a Viena).
Leopold Figl esdevé canceller, Adolf Schärf vicecanceller. Si bé l'ÖVP va tenir la majoria absoluta en escons, sota pressió de l'URSS es va formar una coalició amb aquests tres partits (el partit comunista, tanmateix, només disposà d'un ministeri).
Nombrosos antics resistents o opositors al nazisme es troben en el poder, però el seu poder resta limitat a causa del consell de control aliat: com a Alemanya, els Aliats mantenen un cert control sobre la política austríaca. Aquest consell és modificat des del 28 de juny 1946: els Aliats no tenen més que un dret de vet quant als canvis constitucionals. De més, els desacords entre americans i soviètics deixen més marge de maniobra al govern austríac, tot sent un obstacle a una decisió quant al futur d'Àustria. No hi ha tractat de pau, i Àustria continua ocupada fins al 1955; l'Est i l'Oest temen que una Àustria definitivament lliure s'acosti al camp contrari.
Els antics problemes fronterers no són arranjats per la Segona Guerra mundial. Si bé la Declaració de Moscou l'ajusta finalment, Alemanya, Itàlia i Txecoslovàquia suposen encara un problema. Hi ha una minoria germanòfona al Tirol del Sud (italià des de 1918). El 5 de setembre de 1946 és signat l'acord Gruber-De Gasperi, que preveu que aquesta regió sigui esmentada en el tractat de pau. L'Europa occidental intenta afavorir Itàlia i sobretot evitar una situació que portaria a la creació d'un partit revolucionari que s'oposaria a tota concessió quant a aquesta regió (el 1948, un 35% dels italians votaven pel partit comunista…). Les relacions italoaustríaques continuaran sent dolentes fins al 1969. Itàlia impedirà fins i tot l'entrada d'Àustria a la Unió Europea.
A Caríntia del Sud (Àustria), és la minoria iugoslava la que planteja problemes. Aquesta regió hauria hagut de ser lligada a Iugoslàvia, ja que forma part dels vencedors de la guerra, però com les seves relacions amb l'URSS són execrables, la Caríntia del Sud continua sent austríaca.
La desnazificació d'Àustria es fa en cada zona d'ocupació de manera diferent. És responsabilitat de les autoritats austríaques a partir de 1946. 134.000 persones passen davant la justícia, un 17% d'elles són condemnades, 34 de les quals a mort. 100.000 persones perden el lloc de treball en l'administració pública. Però aquesta desnazificació s'acaba de pressa, ja que en temps de reconstrucció, tothom és útil, i poc importa quin és el seu passat polític. El 1948, 480.000 persones reconegudes culpables de fets menors són amnistiades. Tenen de nou el dret de vot. Un nou partit es crea el 1949, amb l'objectiu de democratitzar els antics nazis: la Federació d'Independents (Verband der Unabhängigen VdU), que es convertirà en FPÖ el 1955. És recolzat per l'SPÖ, ja que pot fer perdre vots a l'ÖVP.
A les eleccions de 1949, l'ÖVP recull el 44% dels vots, l'SPÖ el 38,7%, el VdU l'11,7% i el KPÖ el 5,1%. La gran coalició funciona sempre (fins a 1966) però sense els comunistes que deixen el govern el 1947, quan Àustria accepta el pla Marshall. Esperen continuar tenint una influència al carrer. Tindran una certa importància en el moment de la crisi econòmica de 1949-1950 consecutiva a la Guerra de Corea, que va comportar una alça de preus, un empobriment de la població i un deteriorament de la situació social, però les grans vagues de 1950 seran un fracàs, i el KPÖ continuarà sent marginal.

### Els anys 1950, un nou començament
Els anys 1949-50 marquen la fi de la postguerra. Un nou partit de dretes és creat, un antic partit d'esquerra perd la seva importància, noves institucions són establertes, els antics nazis són alliberats. El canceller Renner mor el 1950, una nova generació de polítics entra en escena, entre els quals Theodor Körner (SPÖ), elegit president per un període de sis anys. Es forma un nou govern el 1953 després de noves eleccions. Julius Raab reemplaça Figl en la cancelleria.
Queda, tanmateix, una qüestió en suspens: l'ocupació. El 15 de maig del 1955 és signat el tractat de l'Estat Austríac entre les quatre potències aliades i Àustria. És un tractat de pau en el qual Àustria proclama la seva «neutralitat permanent», seguint el model suís. A canvi, els Aliats se'n van d'Àustria. Les tropes estrangeres se'n retiren el 25 d'octubre i l'endemà, el parlament aprova oficialment aquest tractat, i fa del 26 d'octubre la festa nacional austríaca. De més, el desembre d'aquest mateix any, Àustria entra a l'ONU.
La situació econòmica millora gràcies al pla Marshall, que n'accelera la reconstrucció. La prosperitat s'instal·la i dona confiança als austríacs en la República. Els dos partits que governen es mantindran al govern fins al 1966. Cap aldarull interior no ve a enterbolir la tranquil·la Àustria; sols la crisi d'Hongria de 1956, revolta reprimida per l'Exèrcit Roig, provoca l'arribada massiva de 150.000 refugiats a Àustria.

### Els anys 1960-70, la modernització
El 1966, l'ÖVP obté la majoria dels escons al Nationalrat i decideix governar tot sol. Al començament dels anys 1960, les seves relacions amb el SPÖ s'havien tensat, sobretot quan Otó d'Habsburg-Lorena havia volgut entrar a Àustria; l'ÖPV hi estava a favor, mentre que l'SPÖ hi estava en contra.
Josef Klaus esdevé canceller, i una dona arriba per primer cop al càrrec de ministra.
El 1969, la qüestió del Tirol del Sud és arranjada, la qual cosa és un èxit per a Klaus, però la recessió econòmica li farà perdre les eleccions de 1970.
El SPÖ arriba al poder, i governa sol (s'hi quedarà, sol o en coalició, fins al 2000). Bruno Kreisky és canceller. El FPÖ sosté el govern sense participar-hi, ja que nombrosos socialdemòcrates estan en contra d'una coalició. A canvi, el govern augmenta el nombre de diputats a l'Assemblea, mesura favorable als petits partits. Noves eleccions són, doncs, organitzades el 1971. L'SPÖ n'obté la majoria absoluta.
S'adopten nombroses reformes: dret a l'avortament el 1975, protecció jurídica dels nens nascuts fora del matrimoni, drets de les minories (plafons bilingües a Caríntia el 1972), etc. L'SPÖ guanya les eleccions de 1975 malgrat la crisi del petroli.
Un moviment d'esquerra fa la seva aparició lentament al final dels anys 1960-principi dels anys 1970: els Verds. En el seu origen es manifesten contra la construcció de la central nuclear de Zwenterdorf i provoquen un referèndum el 1978. La majoria dels austríacs es manifesten contra la posada en servei d'aquesta central.

### Els anys 1980-90

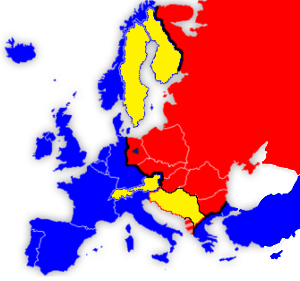
L'Àustria neutral i el Teló d'acer

Adhesió a la UE el 1995

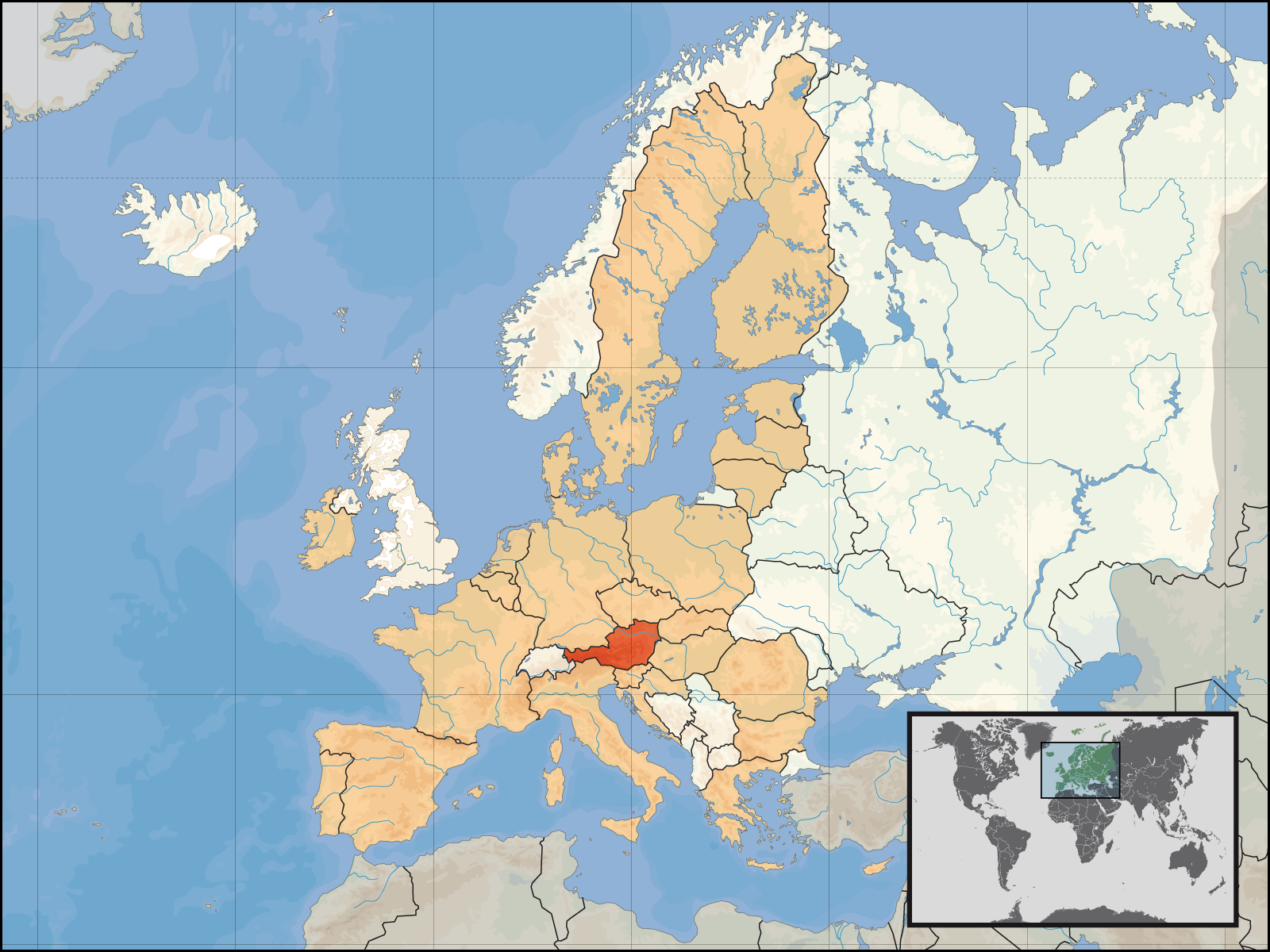
Àustria en la UE

L'SPÖ perd la majoria absoluta el 1983 a causa de la progressió de l'atur i dels escàndols financers. Bruno Kreisky dimiteix i és reemplaçat per Fred Sinowatz en una coalició amb l'FPÖ, que obté tres ministeris (justícia, comerç, i defensa) i el càrrec de vicecanceller.
Noves forces polítiques s'instal·len progressivament a Àustria: els Verds entren per primera vegada en un parlament regional el 1982 i al parlament nacional el 1986; Jörg Haider esdevé cap de l'FPÖ, és força més nacionalista que el seu predecessor i fa del seu partit un partit d'extrema dreta, cosa que condueix al final de la coalició governamental. Una nova gran coalició es forma el 1987 entre l'SPÖ i l'ÖVP.
Les eleccions presidencials de 1986 provoquen un gran debat sobre el passat austríac. Es fa públic que el candidat de la dreta, Kurt Waldheim, havia estat oficial en l'exèrcit nazi als Balcans. Aquest debat mostra en quin punt la qüestió de la responsabilitat del poble austríac ha estat eludida. Waldheim no és escollit de nou, ja que Àustria es troba aïllada en l'escena internacional. Pocs caps d'estat accepten rebre Waldheim.
La nova gran coalició es marca com a objectiu resoldre la crisi econòmica i endegar reformes. Comença a treballar amb la Unió Europea i es preveu la seva adhesió a partir del 1989, cosa que qüestiona la seva neutralitat. L'atur baixa, però el problema del finançament de l'estat del benestar es manté, sobretot el de les jubilacions.
El 1989, el bloc de l'Est es dissol, i això provoca l'arribada de molts refugiats, pa beneït per a Haider, el partit del qual progressa en les eleccions de 1990. La Guerra de Iugoslàvia, estat veí d'Àustria, inquieta la població austríaca.
La població austríaca és d'entrada hostil a una adhesió a la Unió Europea, així com l'SPÖ, ja que això en qüestiona la neutralitat, component essencial de la identitat austríaca. Es tem una pèrdua de llibertat i de drets fonamentals. Però alhora constitueix també una protecció contra els danys col·laterals d'eventuals guerres a l'Europa de l'Est. El 1994, la població austríaca es pronuncia clarament a favor de l'adhesió que es farà l'any següent.
Malgrat la seva derrota al referèndum sobre la UE, l'FPÖ continua sent popular en les eleccions nacionals. Duu a terme una política d'oposició agressiva. L'ala liberal del partit se'n separa per crear el Fòrum Liberal el 1993.
Els anys 1990 són també un període de canvi en la vida política austríaca. La coalició és cada cop més qüestionada. L'FPÖ es converteix en el segon partit. Això és, juntament amb l'adhesió a Europa, un altre signe de normalització d'Àustria. En efecte, aquesta situació de l'extrema dreta es troba en nombrosos estats com Itàlia, Bèlgica, els Països Baixos, Dinamarca, etc. El 1994, els dos grans partits ja no reuneixen per primera vegada la majoria dels dos terços, necessària per a una modificació de la Constitució.
Amb les eleccions del 1999 l'ÖVP esdevé el tercer partit. Les negociacions per formar una coalició duren mesos, i fracassen entre l'ÖVP i l'SPÖ. L'ÖVP decideix, doncs, governar amb l'FPÖ. Wolfgang Schüssel esdevé canceller. L'ÖVP tenia present que la pujada de l'FPÖ era deguda a la gran coalició. Si aquesta hagués continuat, l'FPÖ s'hauria convertit potser en el primer partit austríac en les pròximes eleccions. De més, a causa de les seves reformes radicals, l'FPÖ mai no podria obtenir bons resultats en l'espai d'una legislatura (quatre anys). El 2002, l'FPÖ perd vots en les eleccions, però la coalició continua. Aquesta coalició és una ruptura en la història recent austríaca, ja que l'SPÖ no hi participa. A més, és la primera coalició «tradicional» (vista des de l'estranger) que es forma.
Finalment, dos altres resultats mostren canvis: una dona pastora protestant és candidata a les eleccions presidencials de 1998 i recull el 13,5% de vots; a les eleccions europees de 2004, un antic membre de l'SPÖ fa campanya sobre temes populistes i obté un 14%. Els electors austríacs es mostren llestos per votar per noves persones.

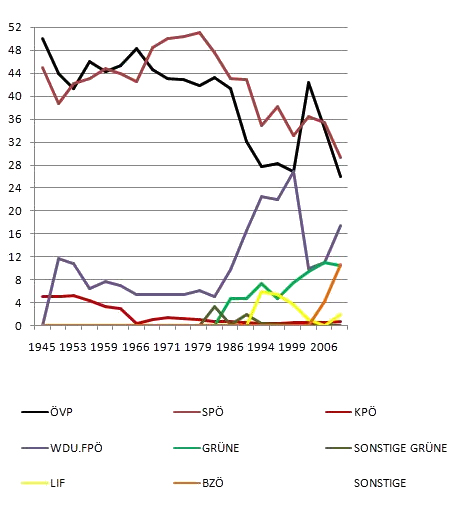
Composició del Nationalrat al llarg de la II República